# Democratas (Brasil)
O Democratas (DEM) foi um partido político brasileiro de centro-direita que se fundiu com o Partido Social Liberal (PSL) para formar o União Brasil (UNIÃO), conforme decidido em convenção por ambos em 6 de outubro de 2021, e sendo aprovado em 8 de fevereiro de 2022 pelo TSE.
Sua filosofia política era voltada para a defesa da democracia, do liberalismo conservador e da justiça social. Foi fundado em 1985 como Partido da Frente Liberal (PFL), de ala à direita, fruto de dissidência do Partido Democrático Social (PDS) por causa das articulações que ao fim elegeram Tancredo Neves à presidência da República após vinte e um anos do Golpe Militar de 1964.
Embora a ata do congresso de 2007 do PFL tenha exatamente proposto (e sido aprovada) nova denominação para o partido, de forma minoritária há a ideia de o Democratas ser apenas sucessor do PFL. Assim, a denominação Democratas data de 28 de março de 2007, seu código eleitoral era o 25, seus membros eram chamados de demistas e suas cores oficiais eram azul e verde.
O Democratas foi a primeira agremiação brasileira desde o fim do bipartidarismo em 1979 sem "Partido" no nome, e também cuja sigla não é um acrônimo. Foi membro da Internacional Democrata Centrista, composta por diversos partidos de centro-direita, e também da União Internacional Democrata, composta por partidos de direita. Com 1.010.444 filiados em dezembro de 2021, foi o sétimo maior do país.
O partido compôs a oposição ao governo Lula e ao governo Dilma e fez parte da base aliada do governo Temer. Possui a quinta maior bancada na Câmara Federal, e a quinta no Senado Federal, além de governar 267 prefeituras. Possui raízes na política nordestina de onde proveio a maior parte de sua bancada. Porém, houve uma redução dessa presença na região, com a migração do clã Sarney para o PMDB e a morte de Antônio Carlos Magalhães em 2007. Ainda assim, metade dos senadores do partido era oriunda do Nordeste, dentre os quais o ex-vice-presidente da República Marco Maciel; na Câmara dos Deputados um terço da bancada representava os estados nordestinos.
Na região sudeste, o partido detinha dezoito representantes à época da fusão, sendo todos estes deputados federais. No estado de São Paulo, o maior colégio eleitoral do país, o partido possuía cinco deputados federais, e seis deputados estaduais. Já no Rio de Janeiro, sob Cesar Maia, que não pôde aspirar a uma nova reeleição por estar em segundo mandato consecutivo em 2008, lançou a ex-deputada federal Solange Amaral como candidata do partido, mas não logrou êxito. Eduardo Paes, do PMDB foi o eleito. Rodrigo Maia, filho de Cesar Maia e primo do senador José Agripino Maia, foi o primeiro presidente nacional do DEM, eleito em 28 de março de 2007.
Nas eleições de 2006 e 2008, houve redução da bancada do partido na Câmara dos Deputados e do número de prefeituras administradas pelo partido. O DEM governou de março de 2006 a 2011 a maior cidade do país, São Paulo, com Gilberto Kassab, até a criação do Partido Social Democrático (PSD). Em 2012, o partido elegeu João Alves Filho prefeito em Aracaju e Antônio Carlos Magalhães Neto em Salvador, suas duas únicas capitais. Isso não impediu que o partido elegesse 278 prefeitos, número inferior ao registrado em 2008, em que pese o declínio da oposição, incluindo PT e PPS e a formação do terceiro PSD.
Curiosamente, o PSD de Kassab, prefeito paulistano, que elegeu 497 prefeitos em 2012, venceu em 33 cidades em São Paulo. Atrás do DEM, que elegeu 45 prefeitos neste estado. O DEM teve como pré-candidato à presidência do Brasil em 2018 o presidente da Câmara dos Deputados do Brasil, Rodrigo Maia, até o dia 25 de julho, quando o mesmo anunciou a retirada de sua pré-candidatura para posteriormente apoiar a candidatura de Geraldo Alckmin à presidência. Em 2019, a legenda ganha bastante espaço no cenário político brasileiro ao reeleger Rodrigo Maia como presidente da Câmara dos Deputados e eleger Davi Alcolumbre, como presidente do Senado Federal, além de ter três ministérios no governo Jair Bolsonaro.

## Princípios
O DEM afirmava ser defensor da ética, da democracia, do exercício dos direitos humanos, da economia de mercado e do liberalismo econômico. Era apresentado como um partido de centro-direita, sendo filiado à União Internacional Democrata. Eram adeptos do capitalismo laissez-faire. Em avaliação geral, os democratas eram socialmente de centro-direita e economicamente de direita.

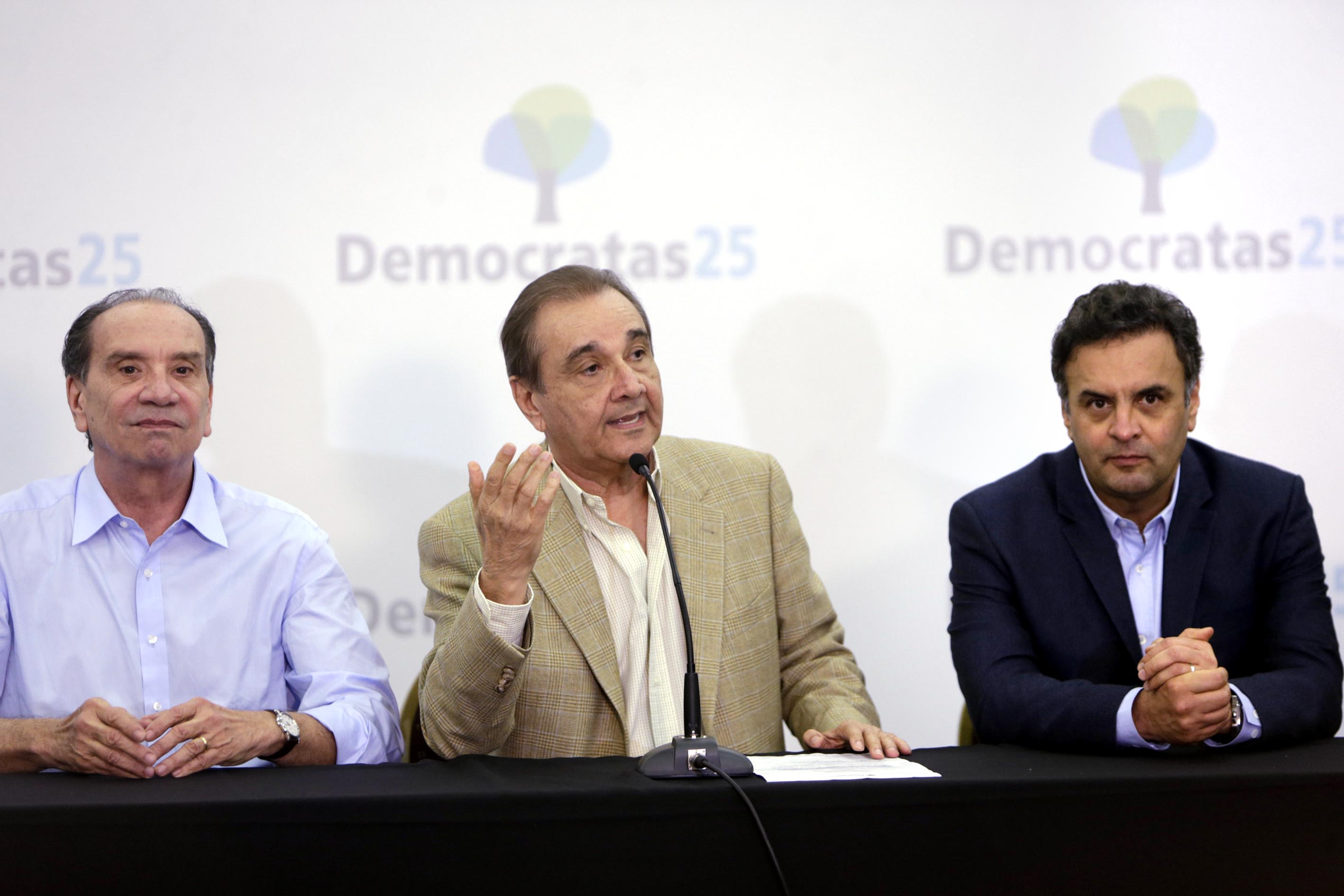
Convenção Nacional do DEM. Aloysio Nunes (PSDB-SP), José Agripino (DEM-RN) e Aécio Neves (PSDB-MG)

De acordo com o cientista político Jairo Nicolau, a refundação do PFL como DEM teve como objetivo coroar um processo geral de modernização do partido. "O DEM gostaria de ser um partido de direita moderno, com um novo programa e dirigido às camadas médias urbanas; uma espécie de Partido Conservador do Reino Unido", diz. De acordo com ele, isso explicou a saída de membros históricos da direção do partido e a ascensão de jovens dirigentes como Rodrigo Maia, Kátia Abreu e Gilberto Kassab.
Aliado histórico do PSDB, o Democratas foi peça vital para a aprovação do Plano Real, das reformas constitucionais durante o governo FHC bem como da emenda constitucional que garantiu a possibilidade do então presidente Fernando Henrique Cardoso se recandidatar. Marco Maciel, ex-senador pelo PFL de Pernambuco, foi o vice-presidente nos dois mandados de FHC. Em 2002, o partido rompe com o governo na sequência de uma operação da polícia federal envolvendo Roseana Sarney, a então candidata à presidência pelo PFL. Porém, nas eleições de 2006, alia-se novamente ao PSDB, sendo o senador pefelista pernambucano José Jorge o candidato a vice-presidente na chapa com Geraldo Alckmin. Tal aliança se repete em 2010 com o deputado federal democrata fluminense Índio da Costa para vice na chapa de José Serra.
Após a cisão de diversas lideranças, como Gilberto Kassab, Kátia Abreu e Raimundo Colombo, que buscavam uma aproximação com o governo federal e um discurso mais centrista (com a fundação do Partido Social Democrático), o DEM passou a adotar uma postura mais enfática quanto ao ideário do partido, na tentativa de se aproximar do eleitorado mais conservador. O então senador Demóstenes Torres defendia uma guinada à direita por parte do partido. "Existe um eleitorado liberal, de perfil conservador, que precisa de um partido que o represente. Temos de falar a essas pessoas, representá-las no Congresso, com clareza", afirmou numa entrevista à Folha de S.Paulo.
Junto com o PSDB, o Democratas foi o único dentre os partidos históricos ainda registrados que não integrou a base governista em nenhum momento entre o início do Governo Lula e o Impeachment de Dilma Rousseff.

## História

### Fundação

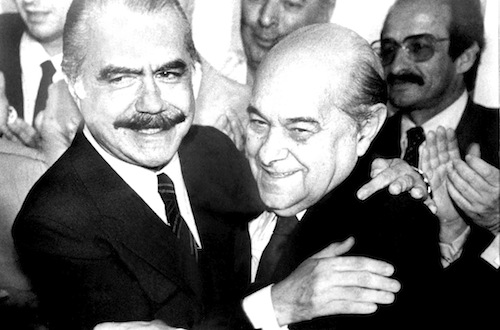
Chapa presidencial de José Sarney e Tancredo Neves, este ligado ao PMDB e aquele à Frente Liberal.

Temeroso quanto às chances de vitória do PDS em 15 de novembro de 1982, o presidente João Figueiredo instituiu o voto vinculado, a sublegenda e proibiu as coligações partidárias a fim de impedir que dissidências na agremiação governista favorecessem os partidos de oposição nas disputas para os governos estaduais, Congresso Nacional e para as prefeituras. Mesmo sob a aparente unidade situacionista o meio político especulava quanto a criação de um novo partido "de centro ou liberal" visando ampliar o número de aliados do Palácio do Planalto cumprindo um papel que caberia ao extinto PP. Malogrado esse intento, o governo buscou a adesão do PTB no primeiro semestre de 1983, mas o acordo não chegou a viger.

No último ano do governo João Figueiredo as lideranças do PDS achavam-se envoltas na questão sucessória em nisso postulantes à vaga presidencial surgiam tanto do meio militar quanto civil, resultado da ausência de consenso quanto ao tema. Em meio a essas discussões as opções governistas foram delineadas em torno de quatro nomes: Aureliano Chaves, Marco Maciel, Paulo Maluf e Mário Andreazza, cada qual dispondo de uma credencial política. Para Aureliano Chaves sua condição de vice-presidente da República o fazia um candidato bem posicionado sobretudo por vir de um estado com o peso político-econômico de Minas Gerais; Marco Maciel trazia consigo o PDS nordestino; Paulo Maluf dispunha de base política em São Paulo enquanto o gaúcho Mário Andreazza contava com o apoio de seus colegas de ministério (onde ocupava a pasta do Interior) e era militar da reserva na patente de coronel do Exército Brasileiro.

Aureliano Chaves foi o candidato do PFL a Presidente da República da República em 1989

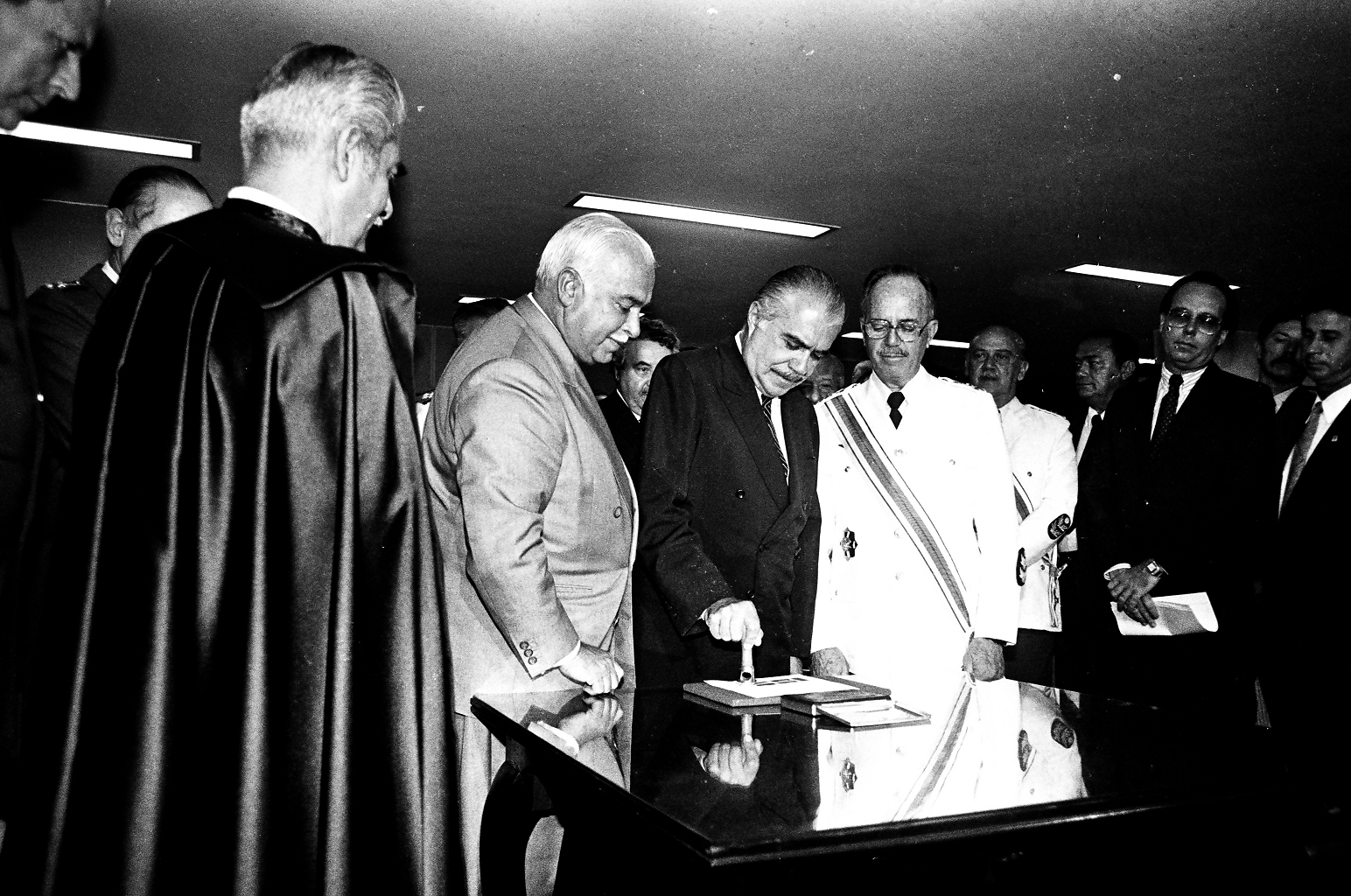
Presidente José Sarney (PMDB-MA) assina a Constituição da República Federativa Brasileira de 1988 com a presença de Antônio Carlos Magalhães (PFL-BA)

Por outro lado as forças oposicionistas se movimentavam no sentido de restabelecer a eleição direta para presidente da República a partir de fatos como o comício em Abreu e Lima dia 31 de março de 1983, tanto que em 26 de novembro os governadores do PMDB e do PDT divulgaram um manifesto em São Paulo exigindo eleições diretas. No dia seguinte um comício organizado pelo PT reuniu dez mil pessoas no Vale do Anhangabaú numa data marcada também pela morte de Teotônio Vilela. Assim as Diretas Já resultaram num movimento suprapartidário e mobilizaram o país nos primeiros meses de 1984 e nesse ínterim o deputado Dante de Oliveira apresentou uma emenda prevendo eleição presidencial direta. Em fevereiro de 1984 surgiu no PDS um grupo pró-eleições diretas como forma de evitar que essa bandeira fosse vista como exclusivamente da oposição, contudo tais manifestações não demoveram os presidenciáveis do PDS: em janeiro Maluf e Andreazza anunciaram suas candidaturas e no mês seguinte Aureliano (com o beneplácito de Ernesto Geisel) fez o mesmo. Rejeitada a emenda Dante de Oliveira em 25 de abril de 1984 graças à abstenção de 112 parlamentares, a oposição retornou a São Paulo e em 19 de junho anunciou apoio ao nome de Tancredo Neves.
Àquela altura a disputa pela candidatura presidencial no seio do PDS estava restrita a Paulo Maluf e Mário Andreazza enquanto Aureliano Chaves e Marco Maciel formalizaram o rompimento com o partido governista ao lançarem o manifesto da Frente Liberal em Brasília à 5 de julho de 1984. No mês seguinte a chapa Paulo Maluf e Flávio Marcílio derrotou a de Mário Andreazza e Divaldo Suruagy e conquistou o direito de concorrer à Presidência da República enquanto o PMDB escolheu Tancredo Neves e José Sarney representou a Frente Liberal como seu companheiro de chapa. Decorridos cinco meses de campanha Tancredo Neves foi eleito presidente da República pelo Colégio Eleitoral em 15 de janeiro de 1985.
|                                               |  |                                               | Partido Social Liberal (PSL) 1994–2022    | Partido Social Liberal (PSL) 1994–2022          |  | União Brasil (UNIÃO) 2022–presente              | União Brasil (UNIÃO) 2022–presente  | União Brasil (UNIÃO) 2022–presente |
| Aliança Renovadora Nacional (ARENA) 1966–1979 |  | Partido da Frente Liberal (PFL) 1985–2007     | Partido da Frente Liberal (PFL) 1985–2007 | Democratas (DEM) 2007–2022                      |  | União Brasil (UNIÃO) 2022–presente              | União Brasil (UNIÃO) 2022–presente  | União Brasil (UNIÃO) 2022–presente |
| Aliança Renovadora Nacional (ARENA) 1966–1979 |  | Partido Democrático Social (PDS) 1980–1993    |                                           | Partido Progressista Reformador (PPR) 1993–1995 |  | Partido Progressista Brasileiro (PPB) 1995–2003 | Partido Progressista (PP) 2003–2017 | Progressistas (PP) 2017–presente   |
|                                               |  | Partido Democrata Cristão (PDC) 1985–1993     |                                           | Partido Progressista Reformador (PPR) 1993–1995 |  | Partido Progressista Brasileiro (PPB) 1995–2003 | Partido Progressista (PP) 2003–2017 | Progressistas (PP) 2017–presente   |
|                                               |  | Partido Social Trabalhista (PST) 1988–1993    |                                           | Partido Progressista (PP) 1993–1995             |  | Partido Progressista Brasileiro (PPB) 1995–2003 | Partido Progressista (PP) 2003–2017 | Progressistas (PP) 2017–presente   |
|                                               |  | Partido Trabalhista Renovador (PTR) 1985–1993 |                                           | Partido Progressista (PP) 1993–1995             |  | Partido Progressista Brasileiro (PPB) 1995–2003 | Partido Progressista (PP) 2003–2017 | Progressistas (PP) 2017–presente   |

Fundado em 24 de janeiro de 1985, o Partido da Frente Liberal uniu-se ao PMDB para sustentar o governo Tancredo Neves através da Aliança Democrática cujo programa previa a convocação de uma Assembleia Constituinte e eleições diretas para escolher o sucessor do novo presidente. Reunir sob seu comando as maiores forças políticas do país foi uma forma de Tancredo assegurar estabilidade ao seu governo tal como a repartição de poder entre o PSD e o PTB nos anos situados entre o fim do Estado Novo e o início do Regime Militar de 1964. Segundo levantamento feito pela imprensa em fins de 1984, a bancada do PFL ocupava mais de dez por cento das vagas em ambas as casas do Congresso Nacional no dia do lançamento de seu manifesto em 19 de dezembro de 1984. e recebeu, a posteriori, a filiação da maioria dos governadores nordestinos. Na montagem do governo Tancredo Neves o partido foi contemplado com cargos de relevo, com destaque para Aureliano Chaves no Ministério das Minas e Energia e Marco Maciel no Ministério da Educação. Com a morte de Tancredo em 21 de abril de 1985 o PFL passou a sustentar o Governo Sarney. Nas eleições de 1985 os pefelistas elegeram 25 prefeitos embora não tenha triunfado em nenhuma capital de estado. Em janeiro de 1986 o partido recebeu a filiação de Antônio Carlos Magalhães.
Nas eleições de 1986 o PMDB capitaneou para si os efeitos positivos do Plano Cruzado e assim conquistou 22 dos governos estaduais em disputa, cabendo ao PFL apenas o governo de Sergipe com Antônio Carlos Valadares. Em relação ao Congresso Nacional o PFL fez sete senadores e cento e dezoito deputados federais. Dois anos depois recuperou suas raízes nordestinas ao eleger prefeitos em Recife, João Pessoa e Maceió. No Norte, obteve o controle de Boa Vista. No total foram conquistadas 1058 prefeituras pelo Brasil, número inferior apenas ao do PMDB.

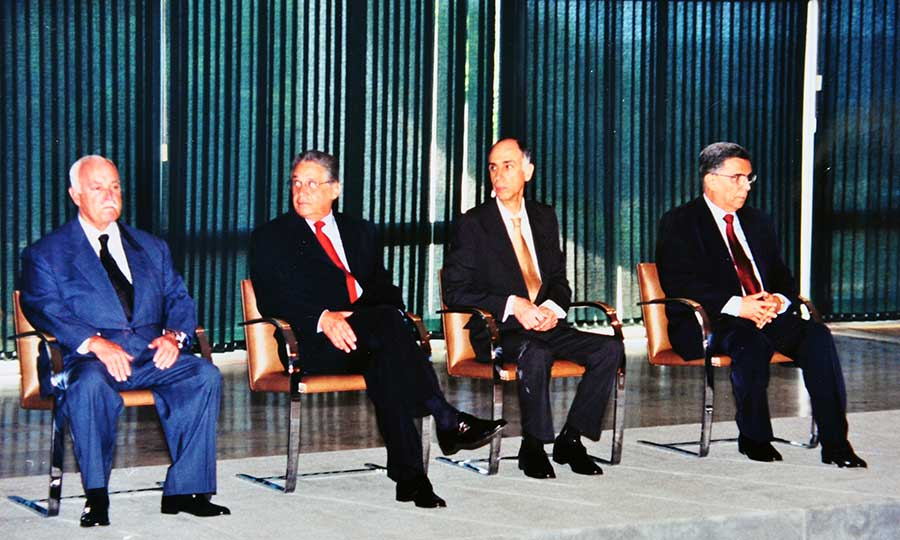
Antônio Carlos Magalhães (PFL-BA), Fernando Henrique Cardoso (PSDB-SP), Marco Maciel (PFL-PE) e Elcio Álvares (PFL-ES)

### Eleição de 1989 e governos Collor e Itamar
Em 21 de maio de 1989 o PFL, mesmo sem deixar o Governo Sarney, realizou uma prévia a fim de escolher seu candidato a presidente da República numa disputa entre Aureliano Chaves, Marco Maciel e Sandra Cavalcanti cujo resultado apontou a vitória de Aureliano Chaves. Homologado em convenção nacional, teve o paulista Cláudio Lembo na vaga de vice-presidente, chapa que não mobilizou as bases partidárias (sobretudo as nordestinas). Tais bases logo se decidiram por apoiar Fernando Collor (ex-governador de Alagoas) já em primeiro turno. Em meio a essa adesão maciça um lance malogrado poderia ter mudado os rumos do pleito: numa articulação atribuída aos senadores Hugo Napoleão, Edison Lobão e Marcondes Gadelha, Aureliano concordou em desistir da disputa em favor de Silvio Santos que buscou o minúsculo Partido Municipalista Brasileiro e registrou sua candidatura em lugar de Armando Corrêa, mas o vazamento da "operação renúncia" (fato creditado a Antônio Carlos Magalhães) fez refluir a manobra. No fim a candidatura de Santos foi impugnada pelo Tribunal Superior Eleitoral por irregularidades no registro do PMB e Aureliano Chaves disputou a eleição ficando em nono lugar com apenas 600.730 votos. No segundo turno o PFL apoiou Collor em oposição a Luiz Inácio Lula da Silva.
Ao assumir o governo em 15 de março de 1990, Fernando Collor reservou posições excelsas para os pefelistas ao nomear o senador gaúcho Carlos Chiarelli ministro da Educação e o deputado federal paranaense Alceni Guerra ministro da Saúde, sendo que as privatizações realizadas pelo governo iam ao encontro dos ideários do partido. Nas eleições de 1990 o PFL venceu em nove estados, seis dos quais no Nordeste, inclusive Maranhão, Pernambuco e Bahia, sustentáculos de seu fulgor, além de oito senadores e oitenta e três deputados federais. Dessa forma o PFL aumentou sua participação no governo, todavia o partido se afastou do Planalto à medida que recrudesciam as acusações que resultaram no impeachment presidencial ao longo de 1992 segundo apurou a CPI do PC, presidida por Benito Gama. Com Itamar Franco o partido foi chamado a compor o ministério. Nas eleições daquele ano 965 prefeitos foram eleitos pela legenda, inclusive o de Belém. Entre 1993/1995 o deputado Inocêncio Oliveira foi o primeiro pefelista a ocupar a presidência da Câmara dos Deputados. Paralelo a isso o também pernambucano Roberto Magalhães foi o relator-geral da CPI do Orçamento.

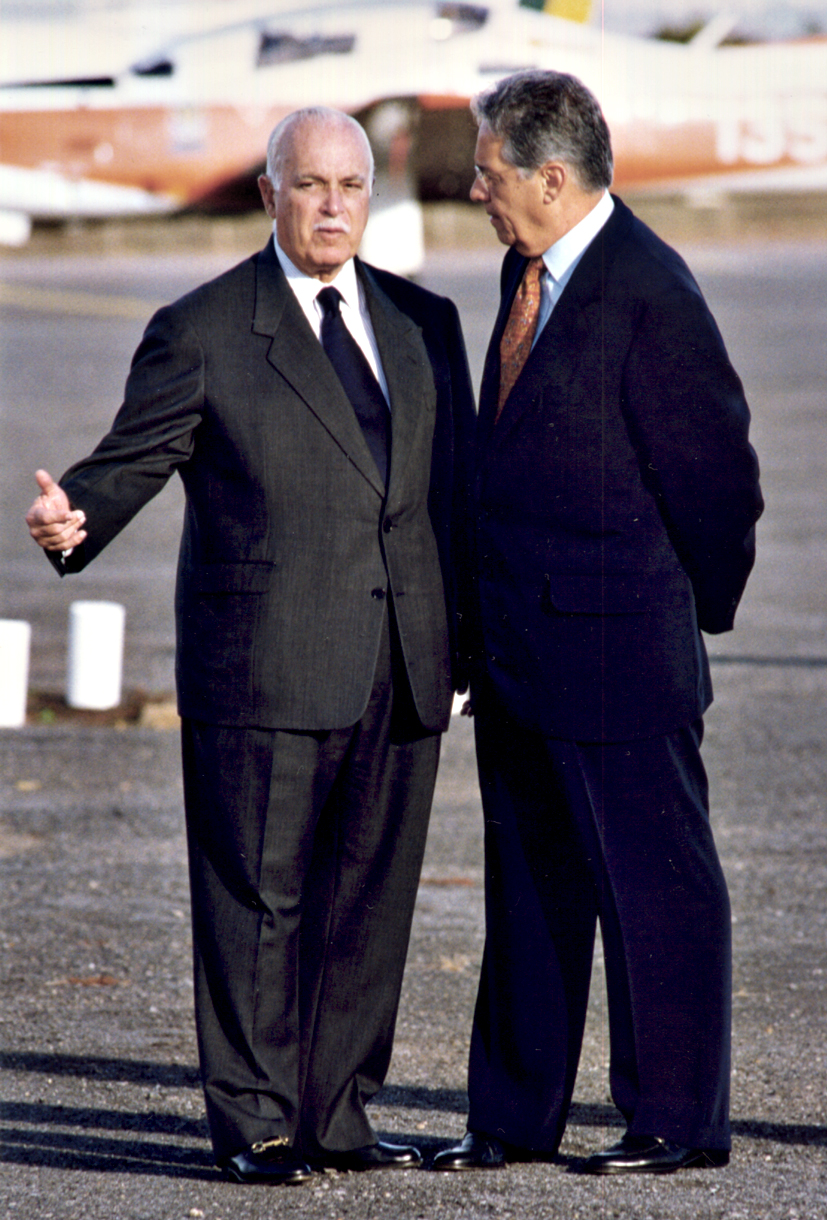
Sen. Antônio Carlos Magalhães (PFL-BA) e o Presidente da República Fernando Henrique Cardoso (PSDB-SP)

### Começo governista
À medida que se aproximavam as eleições presidenciais de 1994 os políticos passaram a discutir as alianças vindouras, em particular buscando alternativas para contrapor o favoritismo de Luiz Inácio Lula da Silva até então líder nas pesquisas de opinião. Somente após o lançamento do Real é que os apoiadores do governo Itamar Franco se aglutinaram em torno da candidatura de Fernando Henrique Cardoso, outrora ministro da Fazenda e responsável pelo novo plano econômico.  

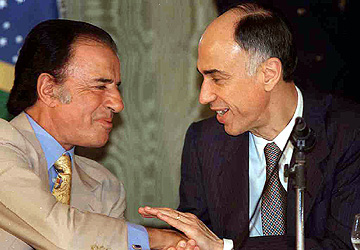
Presidente da Argentina, Carlos Meném, e o Vice-Presidente do Brasil, Marco Maciel (PFL-PE).

Conforme a inflação recuava (foi de quase 2.800% em 1993 e caiu pela metade no ano seguinte) a candidatura da coligação "União, Trabalho e Progresso" ultrapassou  os índices do candidato petista e logo o PSDB ofereceu ao PFL a vice-presidência cabendo ao senador Guilherme Palmeira a referida indicação, todavia denúncias de corrupção acabaram por ensejar sua renúncia e em seu lugar foi escolhido Marco Maciel.
Vitoriosa em primeiro turno a aliança deu ao PFL condições de eleger onze senadores e oitenta e nove deputados federais. Findo o pleito os três núcleos pefelistas estavam contemplados: os pernambucanos foram alçados à vice-presidência, o PFL elegeu a deputada federal, Roseana Sarney para o governo do Maranhão, mantendo o controle da família Sarney no estado, e na Bahia, o PFL elegeu Paulo Souto para o governo de Bahia, na vitória de Antônio Carlos Magalhães para o Senado e a escolha de Luís Eduardo para presidir a Câmara dos Deputados entre 1995/1997. Em 1996, dentre as 934 prefeituras conquistadas pelo partido se sobressaem as de Macapá, Recife, Salvador (vitória inédita para os aliados de ACM) e Rio de Janeiro, neste último caso mudando o eixo político do PFL do Nordeste para o Centro-Sul do país.

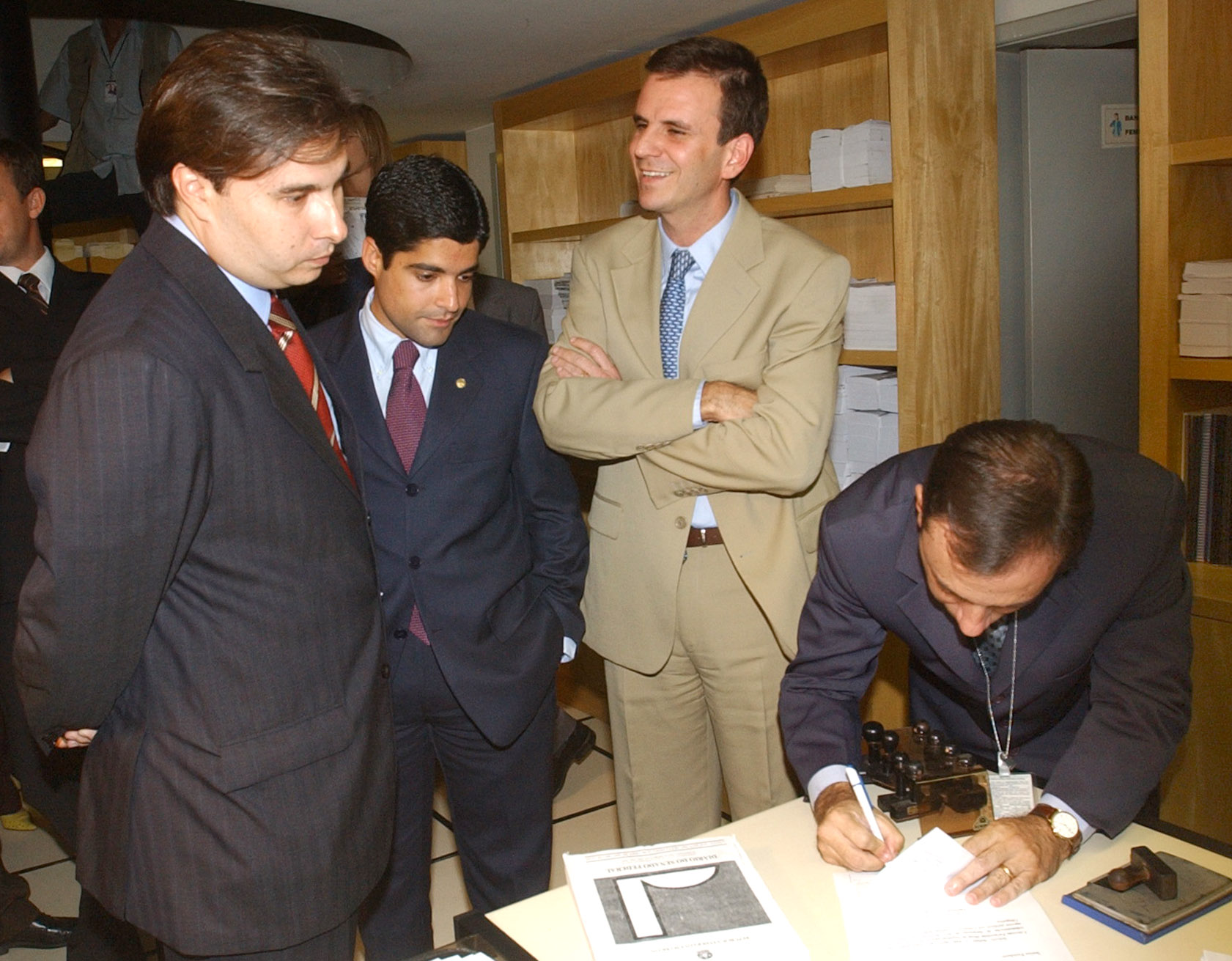
Deputados Rodrigo Maia (PFL-RJ), Antônio Carlos Magalhães Neto (PFL-BA), e Eduardo Paes (PFL-RJ), protocolam na Secretaria Geral da mesa do Senado, adesão de mais 26 nomes de deputados para a criação da CPI dos Correios.

Peça vital para a aprovação da reeleição em 1997, o PFL manteve os Magalhães no centro das decisões partidárias, primeiro com a eleição de Antônio Carlos para a Presidência do Senado por dois períodos entre 1997/2001 e depois com a escolha de Luís Eduardo como líder do governo na Câmara dos Deputados, entretanto com a morte deste último devido a um ataque cardíaco em 21 de abril de 1998 na condição de pré-candidato ao governo da Bahia e aspirante à sucessão presidencial em 2002, desmontou as perspectivas de poder da agremiação, nada que impedisse a eleição de seis governadores, cinco senadores e a maior bancada da Câmara com cento e cinco deputados. Ademais a chapa FHC-Maciel venceu já no primeiro turno da eleição presidencial impondo a terceira derrota consecutiva a Lula. Ainda vigoroso o PFL elegeu 1.028 prefeitos no ano 2000 mantendo o controle de Salvador e ainda triunfando em Palmas e Curitiba. Todavia tal pujança começaria a ruir a partir de 2001 no rastro de uma troca de acusações entre Jader Barbalho e Antônio Carlos Magalhães com reflexos para o governo.[carece de fontes?]

### Período como oposição
O embate entre o senador baiano e seu colega paraense tem início a partir de uma discussão onde o representante do PMDB respondeu às críticas de Antônio Carlos Magalhães ao reprovar o valor de R$ 151,00 para o salário mínimo conforme defendia o governo. Jáder Barbalho questiona então como ACM pode defender um ponto de vista enquanto seu afilhado político Waldeck Ornelas, Ministro da Previdência Social, seguia o discurso oficial. Acusado de incoerente, Magalhães passa a investir contra Barbalho acusando-o de corrupção e o tom das ofensas sobe. Em 14 de fevereiro de 2001 Jáder é eleito Presidente do Senado Federal à revelia de seu adversário que cinco dias depois revela a procuradores da República saber como os senadores votaram na sessão que cassou Luís Estevão e a partir de então surge uma torrente de fatos que levam Antônio Carlos Magalhães à renúncia em 30 de maio. Tratada pelo seu partido como uma "posição isolada", a queda do político baiano não impediu que o PFL (baiano) conservasse as pastas da Previdência Social, com o próprio Waldeck Ornelas, e das Minas e Energia, dirigida por Rodolfo Tourinho.[carece de fontes?]

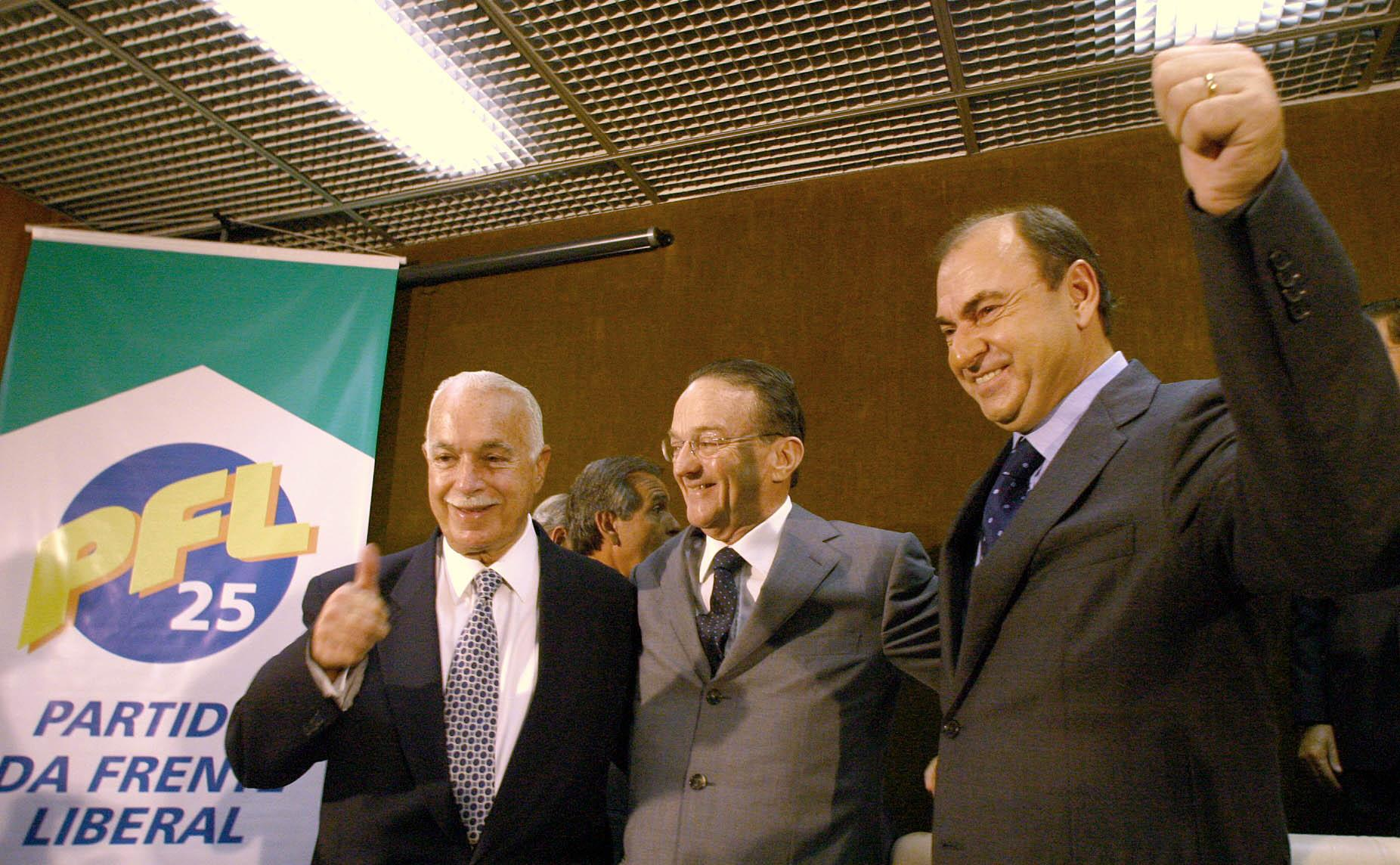
Evento de lançamento da candidatura de César Maia, prefeito do Rio de Janeiro, à presidência da República pelo Partido da Frente Liberal. Na foto (da esquerda à direita): Antônio Carlos Magalhães (PFL-BA), Jorge Bornhausen (PFL-SC) e César Maia (PFL-RJ).

Aparentemente recomposta, a aliança PSDB/PFL teve fim quando uma operação da Polícia Federal em São Luís, com o fito de investigar fraudes na Superintendência de Desenvolvimento da Amazônia, invadiu o escritório da Lunus Companhia e Serviços em 1º de março de 2002 e lá encontrou quase um milhão e meio de reais em espécie. O episódio causou furor nos meios políticos porque a empresa pertencia a Jorge Murad, marido da governadora, Roseana Sarney pré-candidata a Presidência da República pelo PFL. Em 6 de março a legenda rompe com o governo Fernando Henrique e passa à oposição pela primeira vez na história. Dias depois Murad admite que o dinheiro tinha como destino a pré-campanha da esposa e esta, atendendo aos prazos da legislação eleitoral, renuncia ao governo do estado e em 15 de abril desiste de concorrer à Presidência. Inocentada das acusações de desvio de dinheiro público pela Justiça Federal do Tocantins em 9 de agosto, Roseana Sarney é eleita para o Senado.[carece de fontes?]

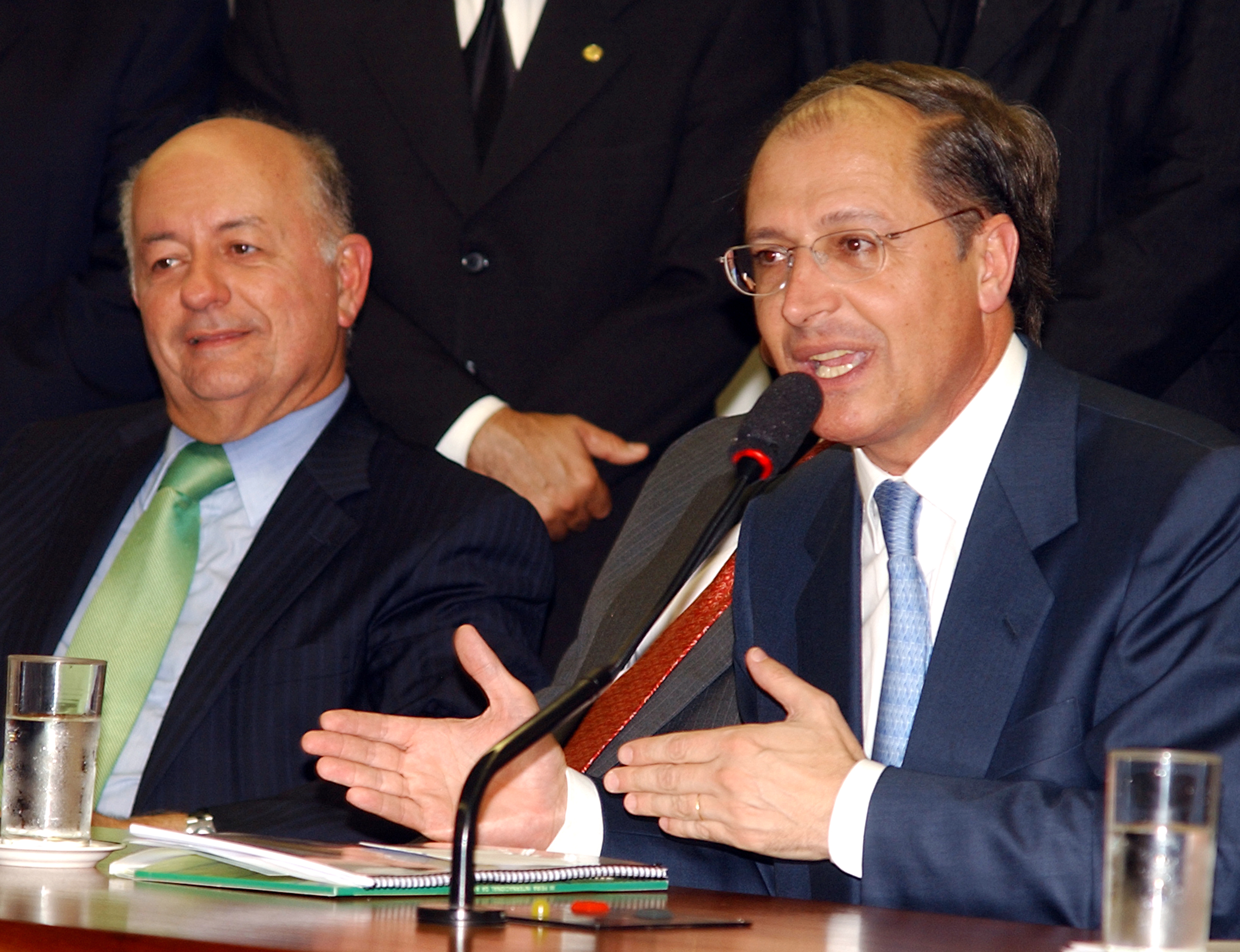
Formalização da chapa presidencial PSDB-PFL para as eleições de 2006, com Geraldo Alckmin (PSDB-SP) na cabeça de chapa e José Jorge (PFL-PE) para vice-presidente da República

Nas eleições de outubro, apesar de apoio informal de lideranças do partido ao candidato Ciro Gomes (PPS-CE), o partido se abstém da disputa presidencial mas consegue eleger quatro governadores (Maranhão, Bahia, Tocantins e Sergipe), quatorze senadores e oitenta e quatro deputados federais. Com a vitória de Lula nas eleições presidenciais de 2002 e 2006 o partido passa a fazer uma oposição dura ao novo governo e em termos eleitorais conquista 789 prefeituras em 2004 (mantendo o controle da metrópole carioca), mas nas eleições de 2006 elege apenas um governador, o do Distrito Federal. Entretanto, com a renúncia de Geraldo Alckmin do governo de São Paulo e de José Serra da prefeitura paulistana, o PFL assume o controle das duas maiores cidades do país, além do Estado mais rico da nação, até a eleição de Serra para governador. O mesmo aconteceu em Pernambuco, onde Jarbas Vasconcelos, governador desde 1999, deixou o cargo para se eleger senador, legando a cadeira a Mendonça Filho.[carece de fontes?]

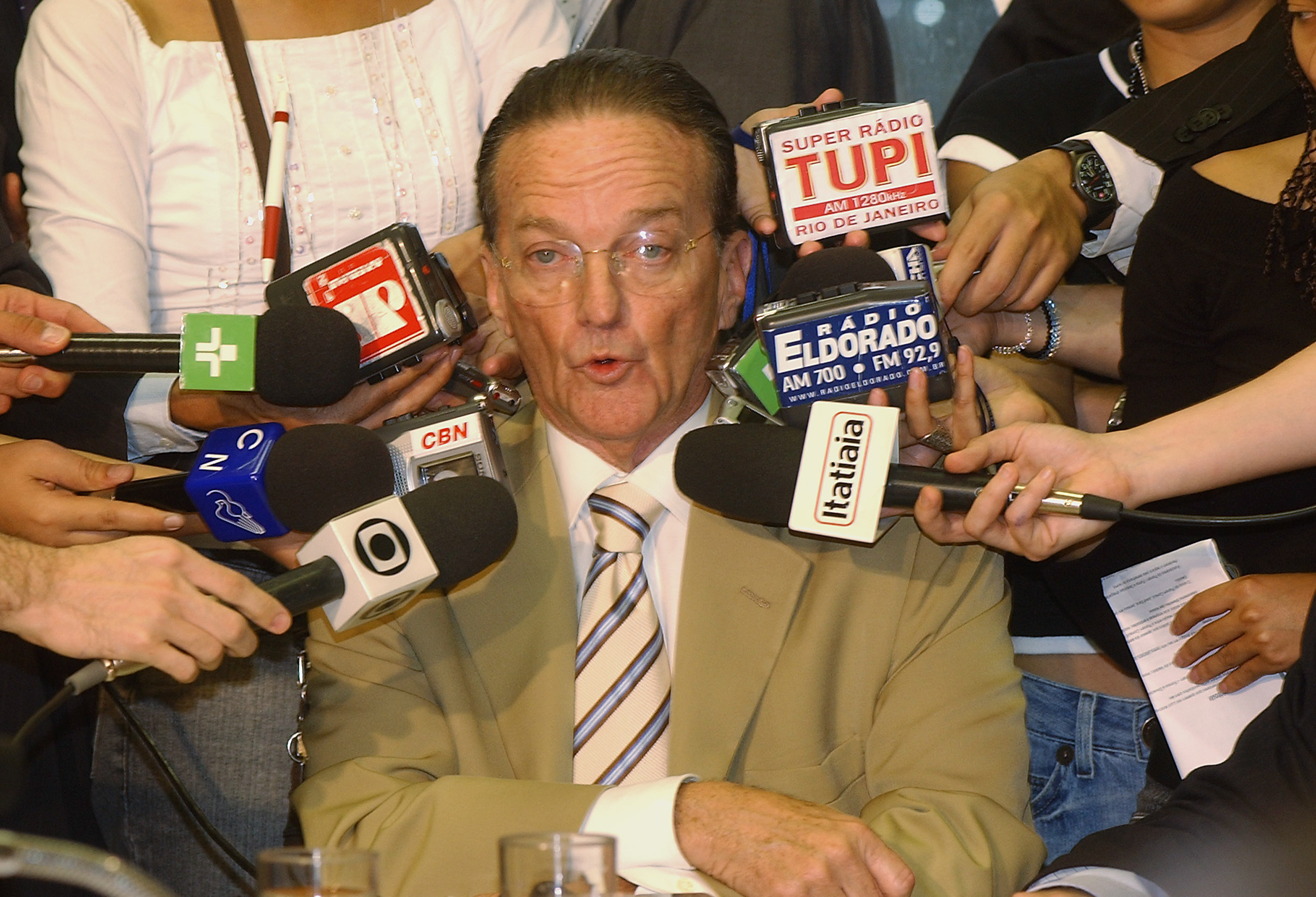
Senador Jorge Bornhausen (PFL-SC), presidente do partido

O Movimento de Combate à Corrupção Eleitoral (MCCE), que conta com o apoio de entidades de representação da sociedade civil, movimentos e organizações sociais e religiosas, divulgou em outubro de 2007 um balanço de cassações de políticos por corrupção eleitoral. Entre 2000 e 2007, 623 políticos de diversos partidos tiveram seus mandatos cassados, não incluídos casos de cassações por condenações criminais.
Neste período O DEM teve um total de 69 cassações (20,4% do total)

### Convenção de 2007 e anos seguintes
Para recuperar seu espaço político e se estabelecer como alternativa viável no espectro eleitoral, os líderes pefelistas decidiram pela renomeação do partido para Democratas em convenção datada de 28 de março de 2007, cabendo a direção da legenda ao deputado federal Rodrigo Maia como forma de sinalizar a ascensão de uma nova miríade de líderes partidários ao centro das decisões. Alguns pesquisadores, no entanto, descrevem esta mudança de nome como a extinção do PFL e a criação de outro partido.

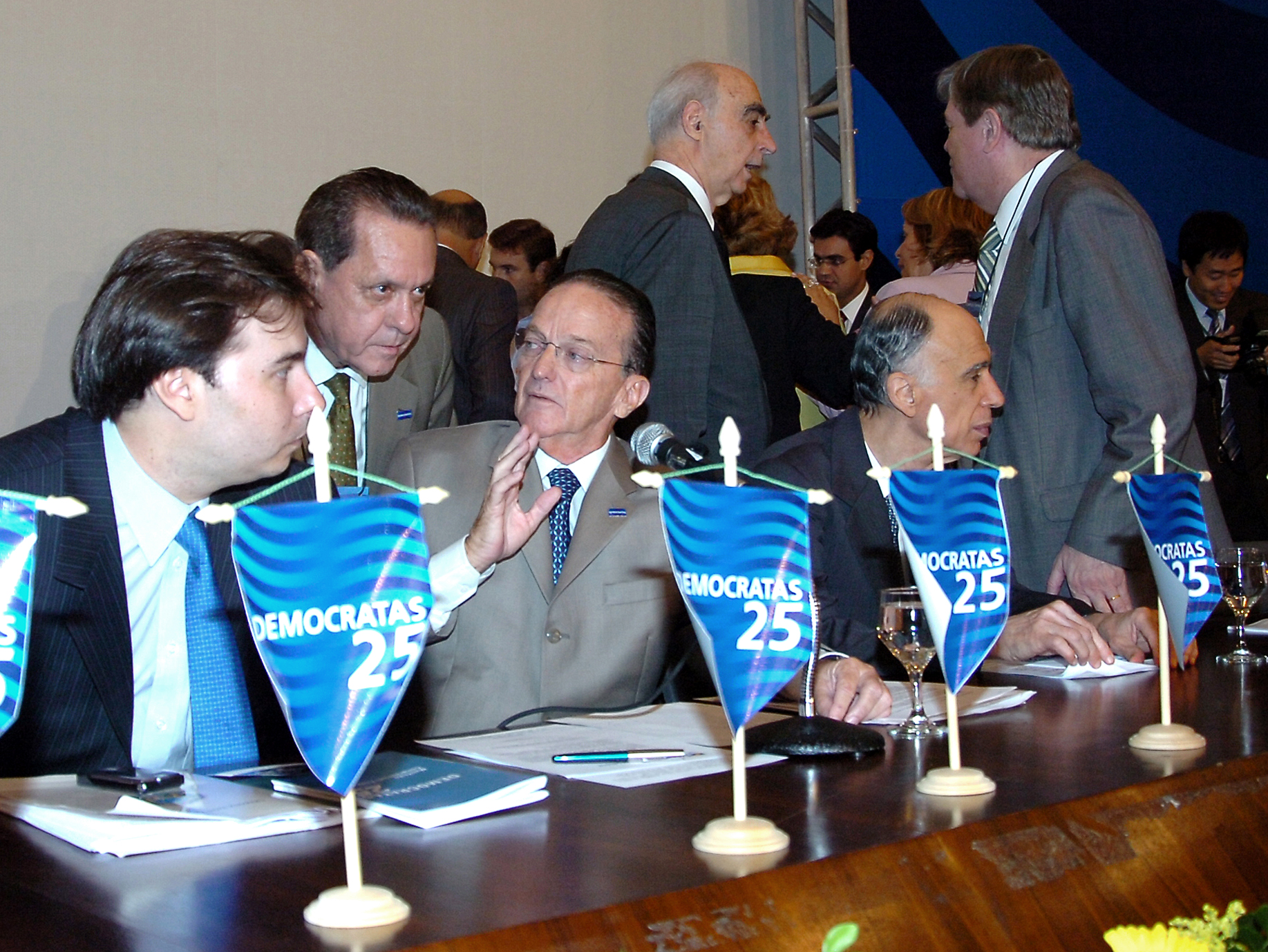
Convenção de refundação, em 2007. Dep. Rodrigo Maia (DEM-RJ), Sen. Jorge Bornhausen (DEM-SC), Marco Maciel (DEM-PE)

A chamada "fundação", "refundação" ou mudança de nome do DEM ocorreu em 28 de março de 2007, tendo ocorrido para que a legenda pudesse recuperar sua imagem após péssimos resultados nas eleições de 2006, em que perdeu dezenove cadeiras na Câmara dos Deputados e uma cadeira no Senado, além de conquistar apenas o governo do Distrito Federal. O primeiro nome escolhido foi "Partido Democrata" (PD). Entretanto, decidiram modificar sua sigla para DEM e seu nome para "Democratas". A eleição do deputado fluminense Rodrigo Maia (PFL-RJ) como presidente do partido indica uma mudança de núcleo do nordeste para o Rio de Janeiro e São Paulo.
Segundo a própria ata do Congresso do PFL, houve uma renomeação do partido em 2007. O Tribunal Superior Eleitoral considera ambos os partidos como um só. Diversos julgados da justiça eleitoral, em ações de perda de mandato de parlamentares por infidelidade partidária levaram a julgados onde a Justiça Eleitoral expressou que para todos os fins, tratava-se do mesmo partido. Também há pesquisadores e veículos de mídia que consideram o PFL e o DEM como sendo o mesmo partido.

Por outro lado, também há pesquisadores que tratam o DEM como sendo apenas um partido sucessor do PFL, inclusive o site da Fundação Getúlio Vargas apresentando esta posição. O partido foi uma dissidência do antigo Partido Democrático Social (PDS), sucessor da Aliança Renovadora Nacional. O DEM é considerado, portanto, como o herdeiro ideológico da antiga União Democrática Nacional (UDN).

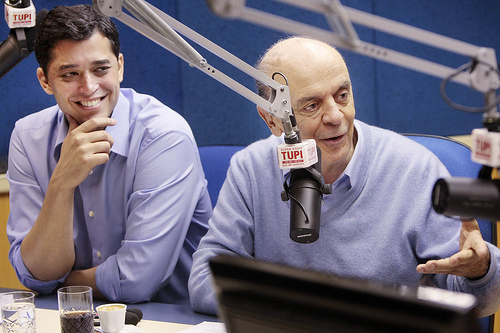
Gov. José Serra (PSDB-SP) e Dep. Indio da Costa (DEM-RJ) durante a campanha presidencial de 2010.

A tentativa de uma nova imagem para o antigo PFL não chegou a ser uma aspiração isolada. Na verdade, quando da organização da ainda Frente Liberal, um dos nomes cogitados para a nova agremiação foi o de "Partido Liberal Progressista" (PLP). Contudo, tal ação não vingou. Segundo a Fundação Getúlio Vargas, durante o governo Collor, uma informação atribuída ao ministro da Justiça Jarbas Passarinho (e por ele negada com veemência) dava conta de que o PDS e PFL teriam a intenção de se reagrupar no "Partido Social Liberal" (PSL). Aliás, o termo "social" surgiu como alternativa para uma mudança de nome do partido algum tempo depois, entretanto havia quem apregoasse somente a alteração na expressão "Frente" de modo a preservar a sigla PFL. Durante a transição para a nova sigla, foi revelado por Jorge Bornhausen que "PFL" era uma denominação provisória apesar de decorridos vinte e dois anos desde a fundação do partido e a expressão "Democratas" serve como um contraponto ao que ele qualificou de "onda populista" na América do Sul.
Como uma das maiores conquistas até o momento, o partido conseguiu a derrubada da CPMF, tendo sua bancada fechado questão no Senado Federal contra a contribuição, defendendo a filosofia liberal de redução da carga tributária. Contudo, em novembro de 2009, o partido se defrontou com o escândalo Mensalão do GDF (ou Mensalão do DEM de Brasília), envolvendo o governador do Distrito Federal, José Roberto Arruda. No entanto, como o partido deliberou pela expulsão de Arruda e este foi desfiliado do partido no dia 10 de dezembro de 2009.

### Cisão de 2011 e declínio
Nas Eleições Municipais de 2004 em São Paulo, o ora PFL indicou o então deputado federal Gilberto Kassab (PFL-SP) para o posto de vice-prefeito na chapa liderada por José Serra (PSDB-SP). Inicialmente, Kassab foi valoroso ao partido, pois diante da renúncia de Serra para concorrer ao governo do estado em 2006, o PFL passa a controlar a Prefeitura de São Paulo.

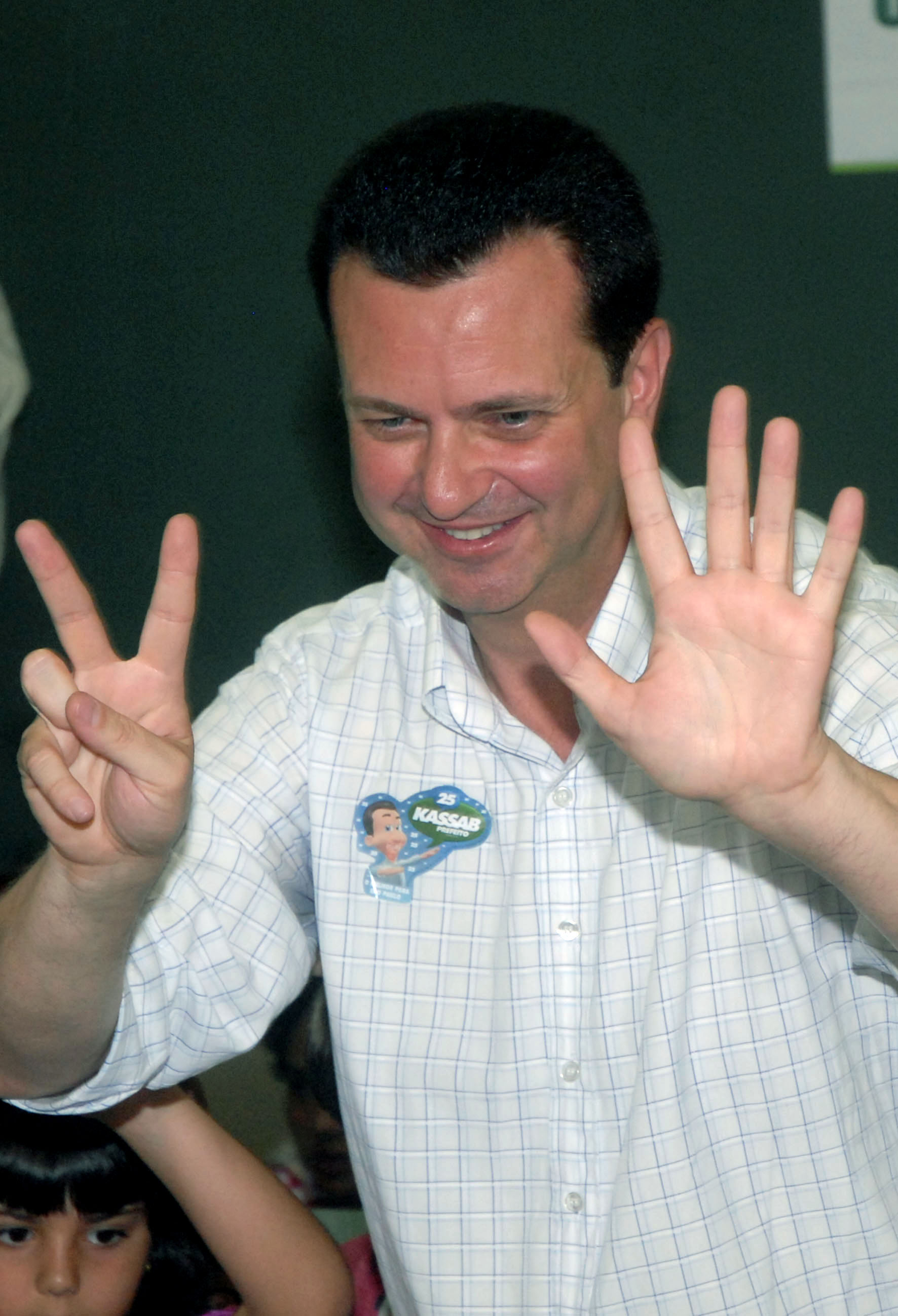
Prefeito Gilberto Kassab (DEM-SP) exibindo o número 25 do partido

Na Eleição Municipal de 2008, o Democratas lança Kassab como candidato à Prefeitura em uma aliança com o PMDB. O PSDB ficou divido em relação a Kassab, elementos próximos a José Serra favoreciam o demista, enquanto outros políticos importantes entendiam que os tucanos deveriam lançar um candidato próprio. Não obstante, Kassab conseguiu se eleger com o apoio do seu agrupamento e ultrapassou Geraldo Alckmin (PSDB-SP), disputando o segundo turno com Marta Suplicy (PT-SP).

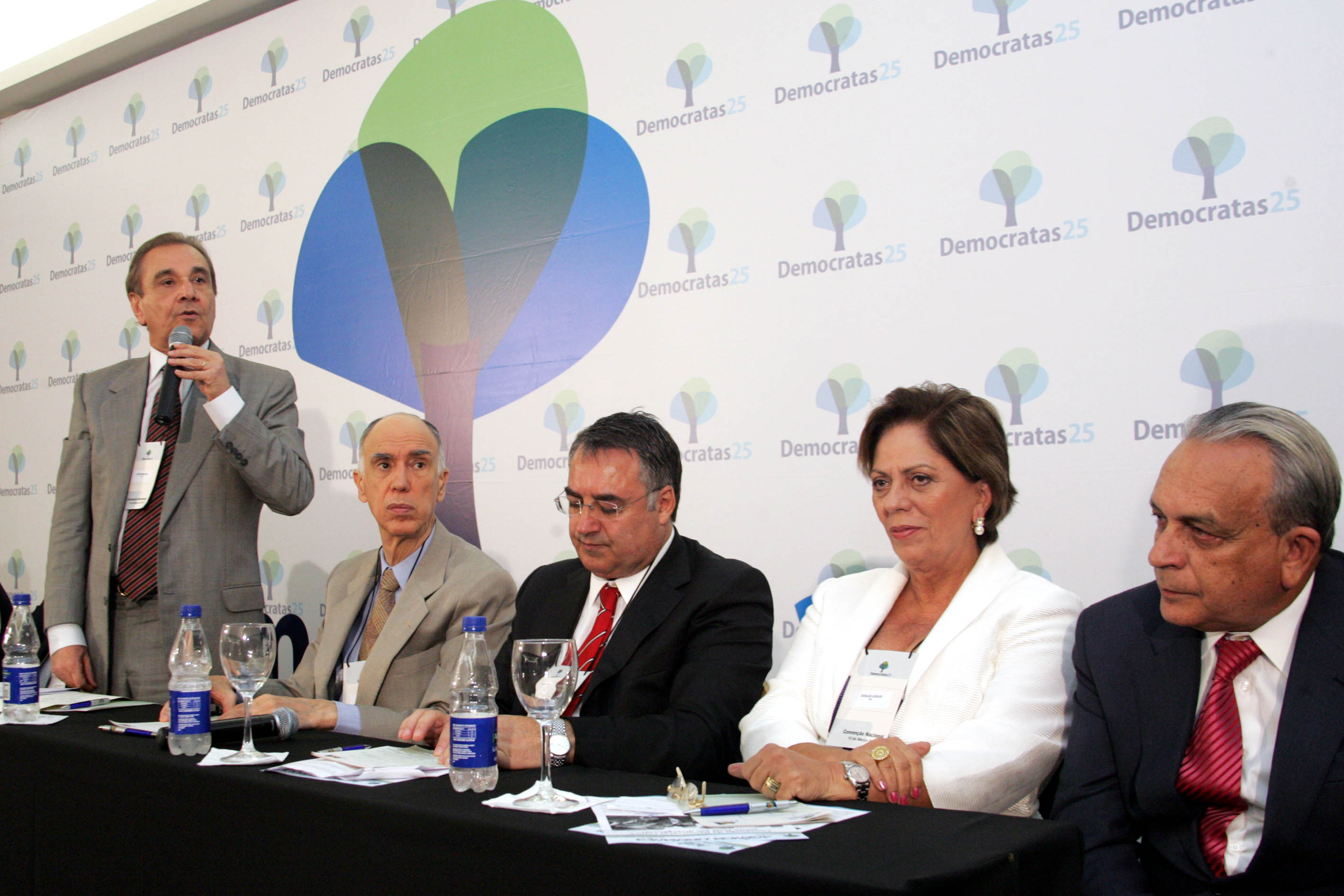
Evento do Democratas em 2011. Na foto (da esquerda para à direita): José Agripino Maia (DEM-RN), Marco Maciel (DEM-PE), Raimundo Colombo (DEM-SC), Rosalba Ciarlini (DEM-RN) e Sério Guerra (PSDB-PE).

Contudo, nas Eleições Gerais de 2010, o DEM novamente integrou a frente oposicionista, formalizando junto ao PSDB e o PPS um pré-acordo para a constituição da coligação intitulada "Bloco Democrático-Reformista". Assim, o DEM lançou o deputado do Rio de Janeiro, Índio da Costa (DEM-RJ), como candidato a vice-presidente na chapa liderada por José Serra. Nada obstante, mais uma vez o PT saiu vitorioso.
É neste contexto que uma ruptura importante toma conta do DEM. A linha de oposição sistemática ao Partido dos Trabalhadores adotada desde 2002 era criticada por membros que desejavam ter mais influência em Brasília. O Prefeito de São Paulo, Gilberto Kassab, que já vinha se aproximando do PMDB e objetivava uma candidatura ao Governo de São Paulo em 2014, começou a articular um terceiro agrupamento político no seu estado, alheio à intensa aliança histórica entre PSDB e DEM. Assim, um grupo de kassabistas que almejava mais controle sobre o partido entrou em conflito com a liderança nacional do DEM, à época presidido por Rodrigo Maia.
Aliando-se a políticos importantes como Jorge Bornhausen e Guilherme Affif Domingos (DEM-SP), Kassab passou a exigir a antecipação da convenção nacional que escolheria o novo presidente do DEM. A liderança tentou negociar com Kassab e eventualmente ainda cedeu elegendo José Agripino Maia (DEM-RN)  - um nome mais conciliatório - como presidente da sigla. Sem embargo, a saída de Kassab foi oficializada em 18 de março de 2011 e a dissidência se concretizou dois dias depois com a fundação do Partido Social Democrático (PSD). A esta nova agremiação, Kassab conseguiu atrair 17 deputados federais do DEM, além da Senadora Kátia Abreu (TO) e do Governador de Santa Catarina Raimundo Colombo. Outros quadros importantes a deixar o DEM nesta época foram Indio da Costa, Guilherme Affif Domingos e Claudio Lembo. O Democratas recorreu ao Tribunal Superior Eleitoral contra a criação da nova sigla, solicitando a remissão dos mandatos - porém sem êxito.
De fato, a cisão no partido marcou um período de declínio do DEM e as Eleições Municipais de 2012 foram um signo disso: a redução no número de eleitos prejudicou a capilaridade do partido que lançou candidatos a 729 prefeituras, logrando êxito em apenas 276. Vários diretórios regionais foram desidratados: particularmente em Santa Catarina, onde o Democratas costumava ser uma das principais forças políticas, o PSD levou quase todas as lideranças regionais, inclusive passando a eleger o Prefeito de Florianópolis César Souza Júnior em 2012.
| Nome                    | Cargo que ocupava em 2011                  | UF             |
| ----------------------- | ------------------------------------------ | -------------- |
| Gilberto Kassab         | Prefeito de São Paulo                      | São Paulo      |
| Guilherme Afif Domingos | Vice-Governador de São Paulo               | São Paulo      |
| Cláudio Lembo           | Secretário Municipal de São Paulo          | São Paulo      |
| Guilherme Campos        | Deputado federal                           | São Paulo      |
| Junji Abe               | Deputado federal                           | São Paulo      |
| Indio da Costa          | Presidente do Diretório Estadual do DEM-RJ | Rio de Janeiro |
| Raimundo Colombo        | Governador de Santa Catarina               | Santa Catarina |
| Kátia Abreu             | Senadora da República                      | Tocantins      |
| Paulo Magalhães         | Deputado federal                           | Bahia          |
| José Nunes Soares       | Deputado federal                           | Bahia          |
| Hugo Napoleão           | Deputado federal                           | Piauí          |
| André de Paula          | Deputado federal                           | Pernambuco     |
| Cassio Taniguchi        | Prefeito de Curitiba                       | Paraná         |

### Reestruturação do partido na oposição

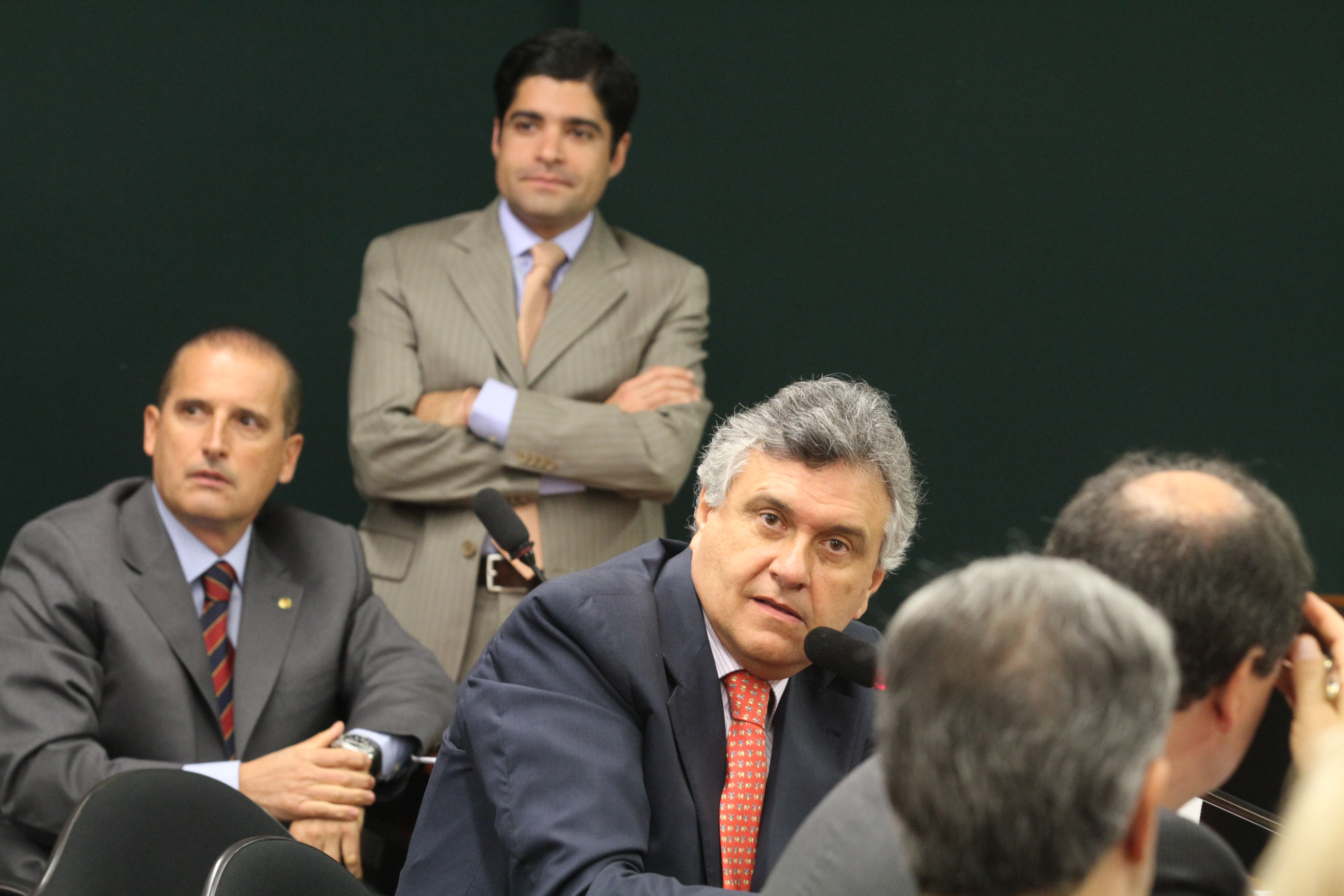
(da esquerda para a direita) Onyx Lorenzoni (DEM-RS), Antônio Carlos Magalhães Neto (DEM-BA) e Ronaldo Caiado (DEM-GO), em 2011.

Como reação à fragilidade política em que o DEM se encontrava após a saída do PSD, o partido passou a reforçar seu perfil conservador e de centro-direita. Além disso, a reminiscência do partido à oposição durante tantos anos permitiu ao DEM incorporar a narrativa anticorrupção. Essa tem sido a postura do partido desde 2012 - quando ACM Neto (DEM-BA) passa a liderar a sigla.
A oposição - e particularmente o DEM, o PSDB e o PPS - abraçou a causa anti-corrupção das Jornadas de Junho e dos protestos envolvendo a realização da Copa do Mundo de 2014. Esses partidos integraram a Eleição Presidencial de 2014 na coligação Muda Brasil liderada pelo candidato Aécio Neves (PSDB-MG). Não obstante, a majoritária foi extremamente polarizada e, mais uma vez, o Democratas foi afastado do Governo com a reeleição de Dilma Rousseff. Além disso, a bancada do DEM seguiu diminuindo.

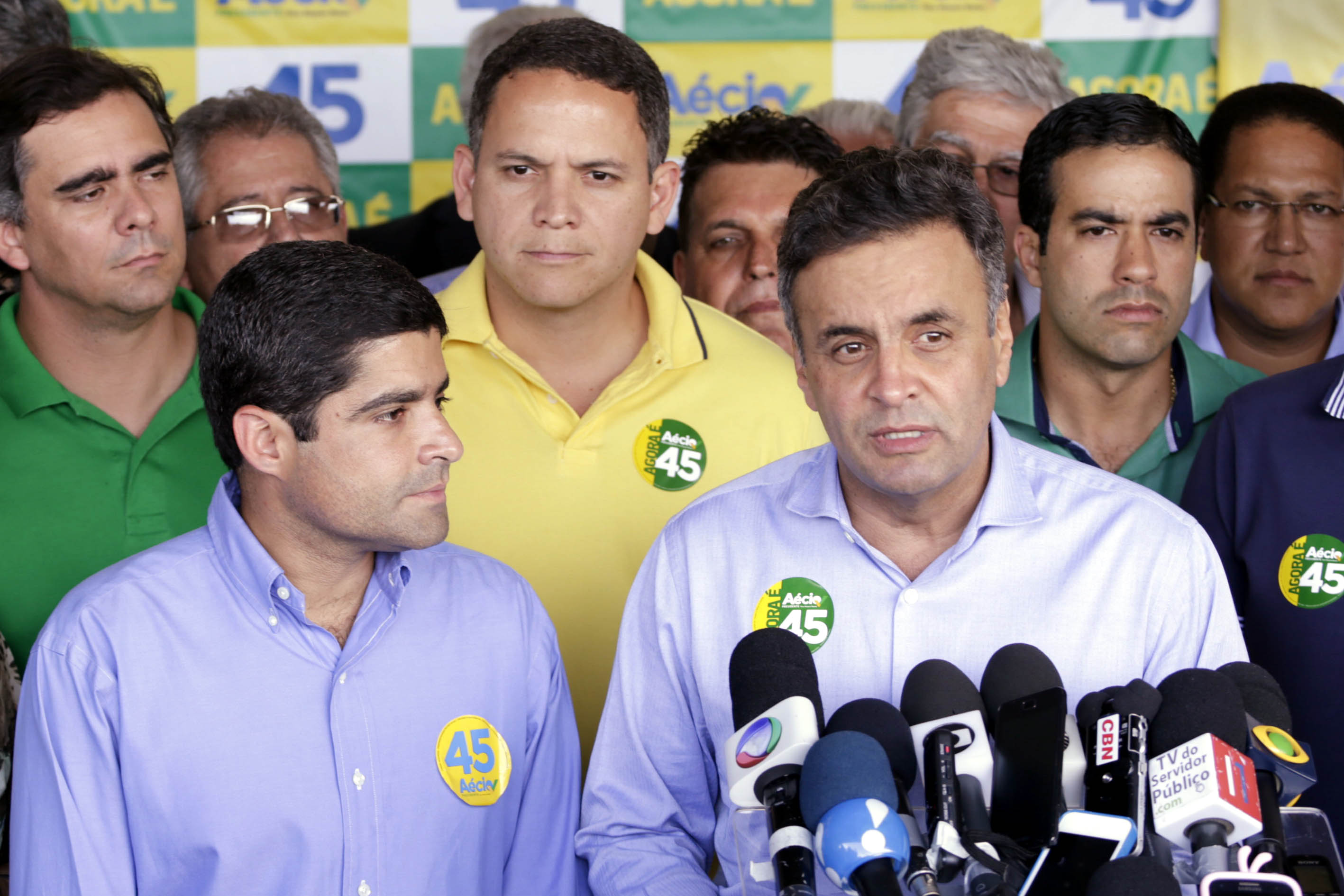
Prefeito Antonio Carlos Magalhães Neto (DEM-BA) e Sen. Aécio Neves (PSDB-MG) durante a campanha presidencial de 2014.

Em 2015 foram expostas intensas negociações de fusão com o Partido Trabalhista Brasileiro (PTB), entre os presidentes das executivas nacionais - José Agripino Maia e Cristiane Brasil (PTB-RJ). A fusão interessava especialmente para o reverter o declínio do partido refundado em 2007 e para Roberto Jefferson, "inimigo declarado do Partido dos Trabalhadores" condenado no Escândalo do Mensalão. Entretanto, o processo esbarrava nos prazos de filiação partidária das regras eleitorais à medida em que se aproximavam as eleições municipais no Brasil em 2016, como também nas oposições internas com ameaças de desfiliação, destacadamente por parte do demista Ronaldo Caiado (DEM-GO) e dos petebistas Jovair Arantes (PTB-GO) e Armando Monteiro (PTB-PE), e na dificuldade de compatibilização entre a posição governista do PTB e oposicionista do DEM. Assim, embora a cúpula do Democratas tenha apoiado a fusão imediata em 7 de abril (21 votos a quatro), no dia seguinte a cúpula do PTB rejeitou a fusão imediata por 25 votos contrários, optando manter consulta às bases até setembro. No fim de maio, os dirigentes de ambos os partidos anunciaram a desistência da unificação, porém houve tentativas de reabertura de diálogos, mas foram paralisadas em vista das eleições municipais.

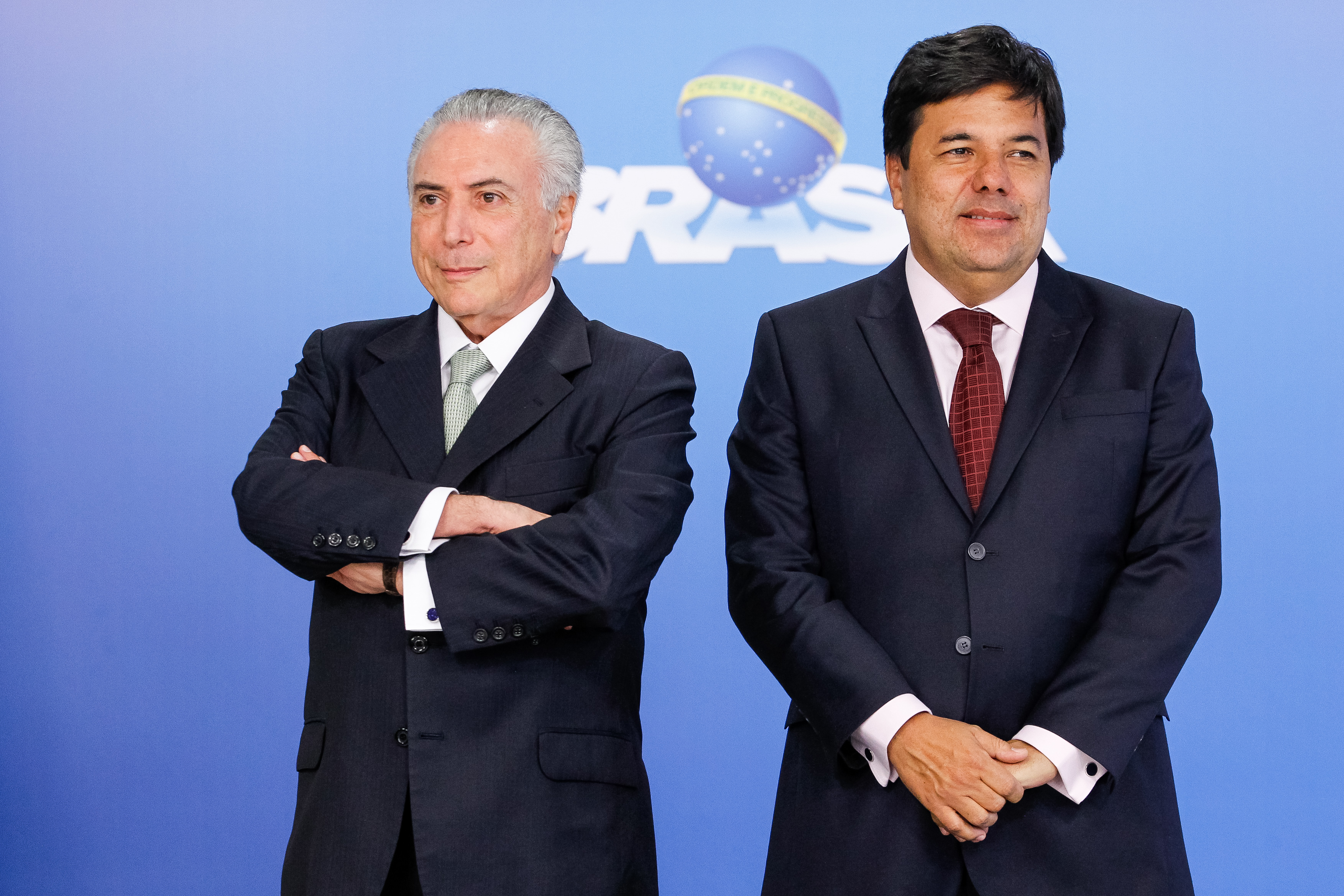
Presidente Michel Temer (MDB-SP) e Ministro Mendonça Filho (DEM-PE)

O partido respondeu com o fortalecimento da sua oposição aguerrida ao Governo Dilma: na Câmara dos Deputados, liderados por Mendonça Filho (DEM-PE) e no Senado, por Ronaldo Caiado (DEM-MS). Com o fortalecimento dos movimentos que reclamavam o impeachment da Presidente Dilma Rousseff, o DEM se caracterizou pelo intenso patrocínio desta agenda, inclusive acolhendo membros do Movimento Brasil Livre nas Eleições Municipais de 2016.
O afastamento de Eduardo Cunha (PMDB-RJ) da Presidência da Câmara dos Deputados instigou uma eleição especial em 2016, na qual saiu vitorioso o deputado federal Rodrigo Maia. O sucesso de Maia ao mandato-tampão de presidente da Câmara dos Deputados do Brasil mostrou-se uma vitória imprescindível diante da trajetória de declínio desde o início dos governos petistas.
Após o impeachment de Dilma Rousseff, o DEM integrou a base governista de Michel Temer com o Ministro da Educação Mendonça Filho.
Diante da desconfiança da população brasileira com a classe política intensa à época, a fim da renovação e atração de eleitores e parlamentares foram estudadas mudanças para o partido. Uma delas foi nova renomeação da legenda para "Centro" (nome proposto pelo publicitário Fabiano Ribeiro, da agência de publicidade Propeg, conjuntamente com logomarca nas cores azul e amarelo) e para "Movimento da Unidade Democrática" (MUDE). A outra foi a fusão ou formação de uma frente partidária (quando ainda se discutia a aprovação de formações de federações partidárias), que incluiu a articulação para incorporar dissidentes do Partido Socialista Brasileiro — estes também disputados pelo Partido do Movimento Democrático Brasileiro. Nessa articulação, foi incluído também o Partido Social Democrático; os três reunidos em uma "união liberal-socialista" possivelmente sob denominações "Partido Liberal Social" (PLS) ou "Centro Democrático". Uma terceira mudança passa pela possibilidade de alterações no programa partidário para se transformar em uma organização mais centrista na versão tradicional do espectro político, tomando por inspiração a vitória eleitoral de Emmanuel Macron à presidência da França em 2017 e ao passo que a figura de Jair Bolsonaro posiciona-se na extrema-direita brasileira.

### Ambiguidade do partido diante do Governo Bolsonaro

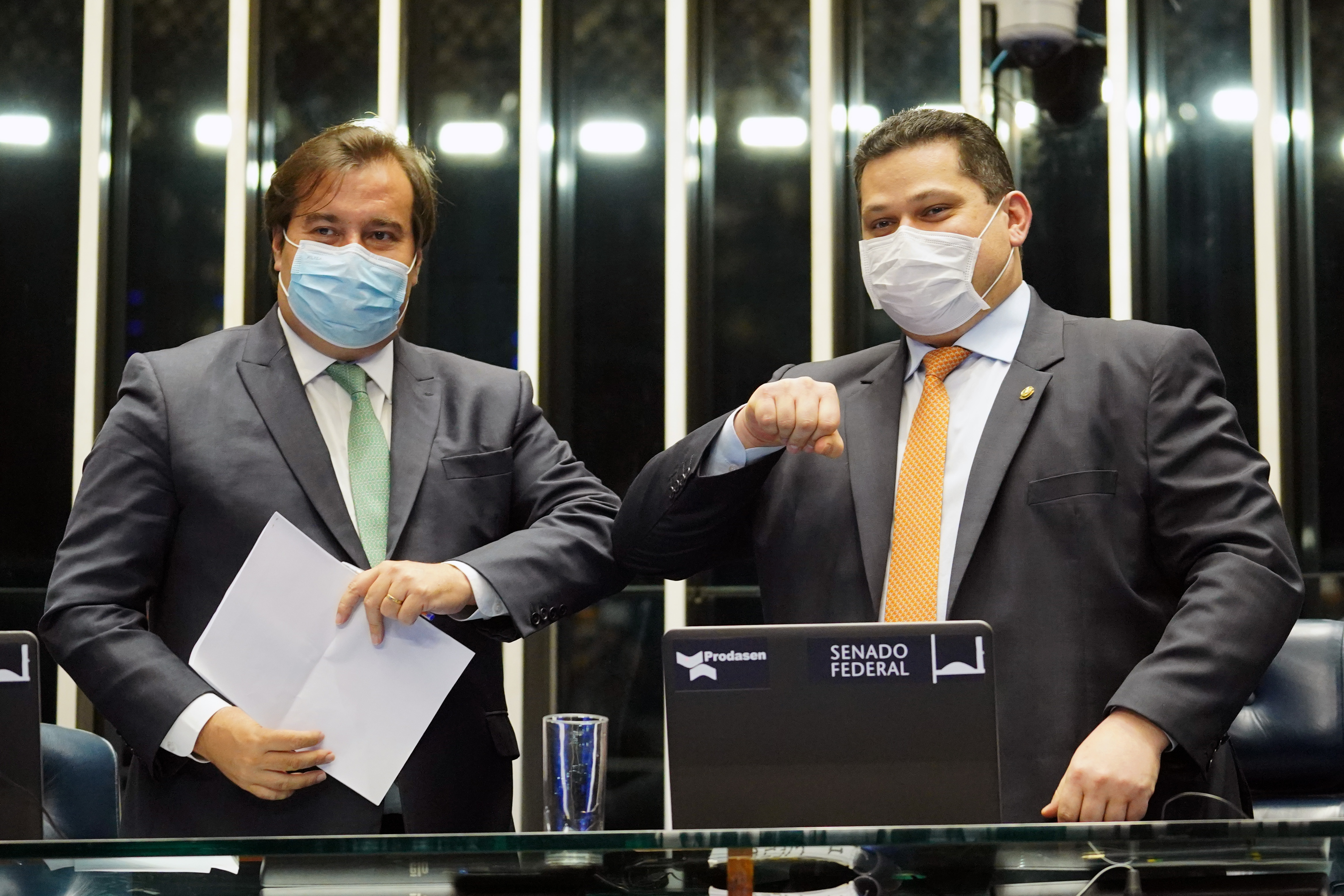
Ex-presidente da Câmara dos Deputados Rodrigo Maia (DEM-RJ) e Presidente da Comissão de Constituição e Justiça do Senado Davi Alcolumbre (DEM-AP)

Na Eleição Presidencial de 2018, o DEM se aliou formalmente à campanha do candidato tucano Geraldo Alckmin. No entanto, após a eleição de Jair Bolsonaro, o DEM foi um dos partidos mais bem representados entre as nomeações ministeriais do Presidente: demistas assumiram as pastas da Agricultura com Tereza Cristina Dias e da Saúde com Luiz Henrique Mandetta; além da Casa Civil com Onyx Lorenzoni - considerada a função mais importante do Governo depois da Presidência. Colocando em perspectiva, o partido do Presidente, o PSL, possuía a mesma quantia de ministérios que o DEM. Nada obstante, o presidente do partido, ACM Neto assegurou que essas eram escolhas pessoais, e não indicações partidárias.
Após os primeiros meses do Governo Bolsonaro, o personalismo do Presidente provocou rupturas no PSL: a ''ala bolsonarista'' rompeu publicamente com Luciano Bivar, o presidente do partido. Bolsonaro eventualmente sairia do PSL, o que reforçou a aproximação de Bivar com o então Presidente da Câmara dos Deputados, Rodrigo Maia - crítico do Presidente. A postura de alguns quadros moderados do DEM, como Rodrigo Maia, era incompatível com a presença do partido em tantos ministérios e essa realidade evidenciou uma divisão interna do partido: uma ala mais jovem liderada por Maia buscava viabilizar uma candidatura em 2022 que fosse simultaneamente alternativa ao projeto bolsonarista e ao Partido dos Trabalhadores. Entretanto, políticos mais tradicionais da agremiação, conhecidos como a ''ala pefelista'' - em alusão ao antigo nome da sigla - buscavam aproximação com o Governo. Para essa corrente interna, a prioridade deveria ser integrar a base de apoio do presidente Bolsonaro.

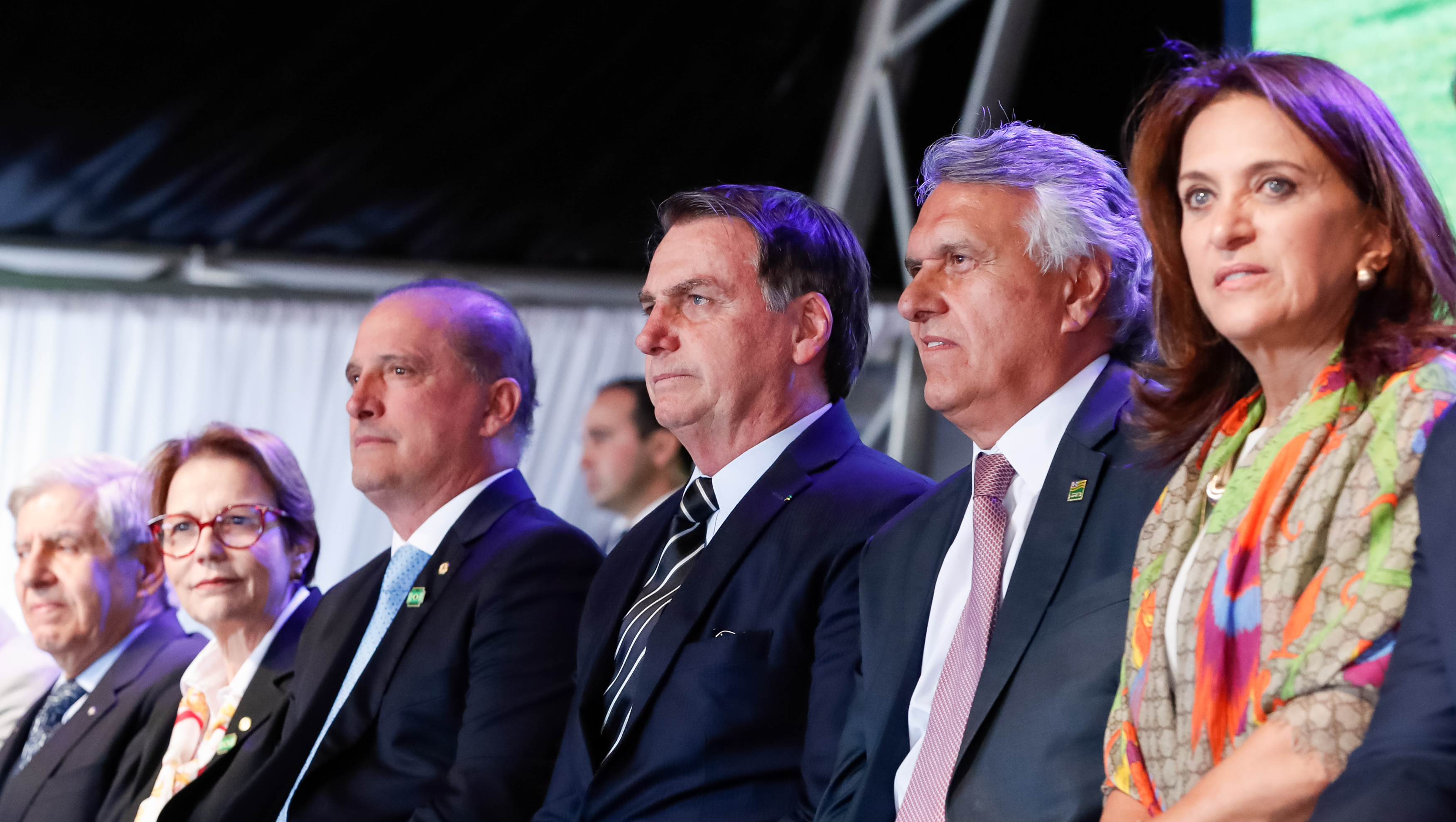
Cerimônia em Anápolis (GO). Na foto (da direita para a esquerda): primeira-dama de Goiás, Gracinha Caiado; governador de Goiás, Ronaldo Caiado (DEM); Presidente Jair Bolsonaro (PSL); Ministro-Chefe da Casa Civil, Onyx Lorenzoni (DEM-RS); Ministra da Agricultura, Tereza Cristina Dias (DEM-MS) e o Ministro-Chefe de Segurança Institucional Gal. Augusto Heleno.

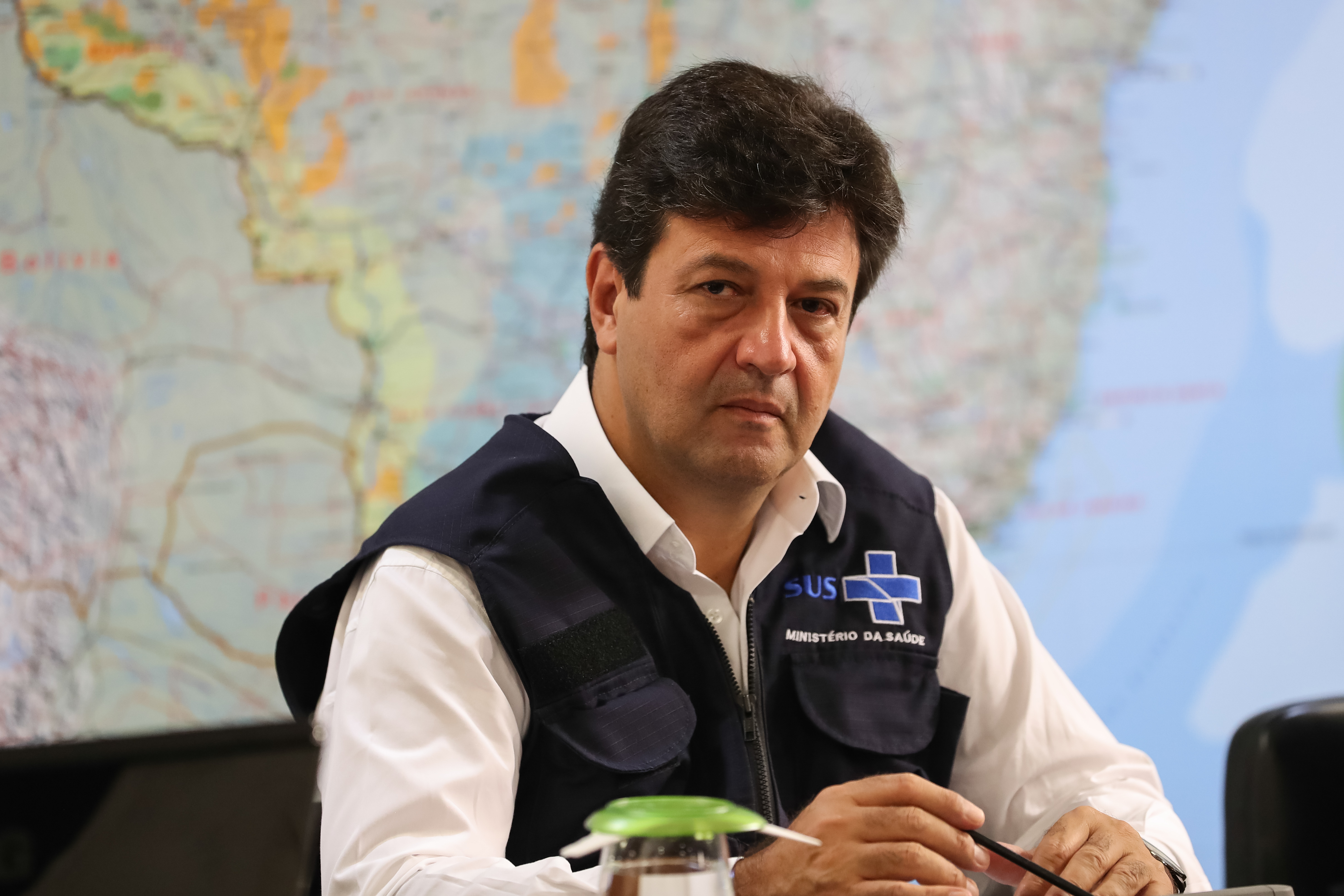
Ministro Luiz Henrique Mandetta (DEM-MS) durante a Pandemia da COVID-19.

O DEM, que vinha em declínio desde seus anos na oposição, obteve um último suspiro com a eleição de Rodrigo Maia à frente da Câmara dos Deputados em 2016. Tal renascimento se provou vital ao partido que logo em 2019 conseguiu, num feito inédito, controlar as duas casas do Poder Legislativo com a recondução de Maia e a eleição do senador Davi Alcolumbre.
A saída de Bolsonaro do PSL estreitou tanto a relação entre os segmentos liberais do partido e a ala jovem do DEM que a articulação de uma fusão entre PSL e DEM passou a ser suscitada entre Bivar e Maia. Todavia, com o decorrer da Pandemia de COVID-19 no Brasil e da postura do Presidente

diante da situação sanitária, o DEM como um todo - inclusive seus elementos pefelistas - começam a se afastar do bolsonarismo: o Governador de Goiás, Ronaldo Caiado, considerado o patrão da ala pefelista criticou publicamente o ''negacionismo do Presidente''; e o Ministro da Saúde Luiz Henrique Mandetta, também considerado pefelista, acabou demitido de suas funções no auge da primeira onda por não seguir a agenda do Presidente quanto à recomendação de tratamento precoce com hidroxicloroquina, ainda que tal tratamento não tivesse comprovação clínica no combate ao coronavírus SARS-CoV-2.

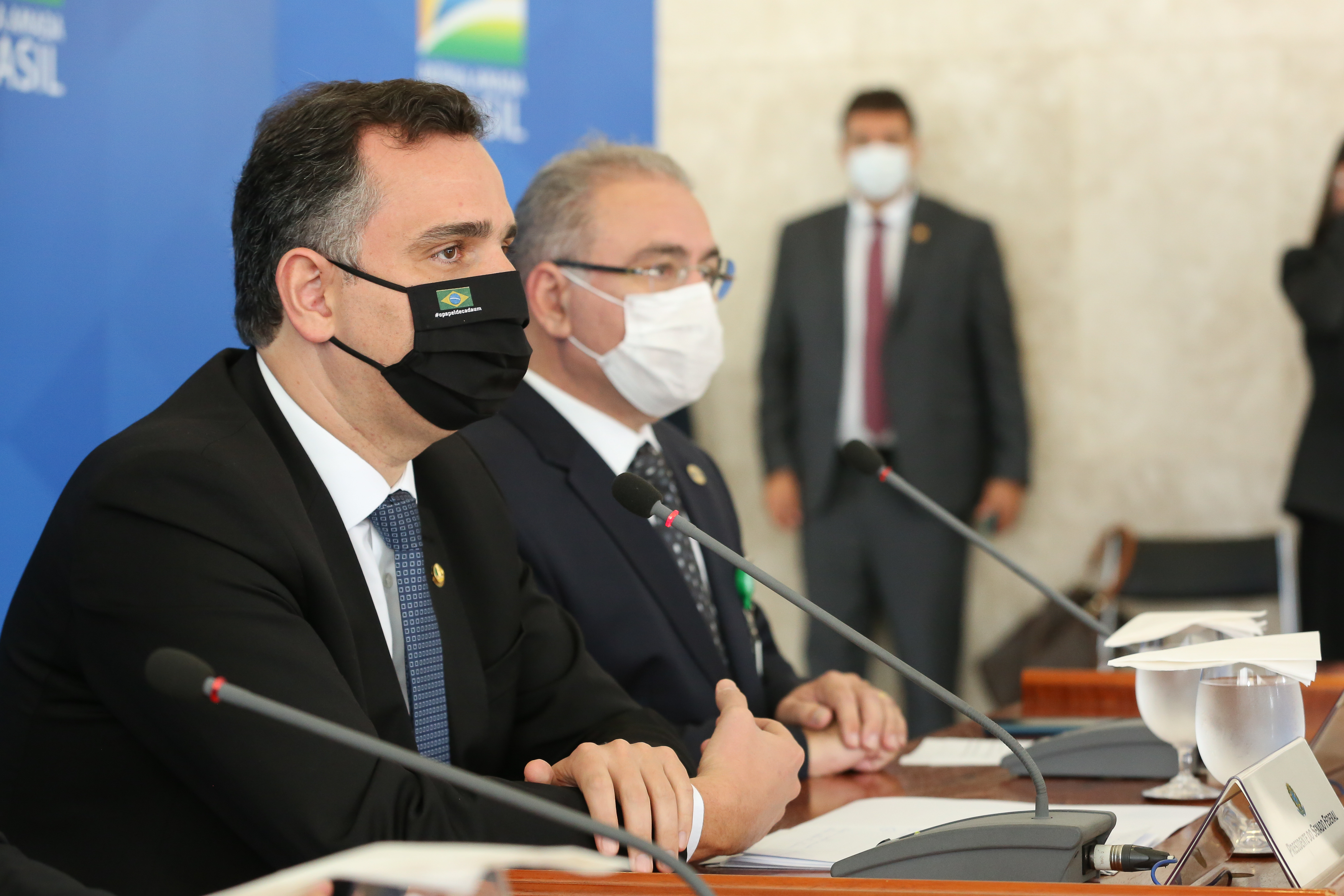
Presidente do Senado Federal, Rodrigo Pacheco (DEM-MG), em declaração à imprensa com a participação do Ministro da Saúde, Marcelo Queiroga.

O capital político da ala moderada do DEM saiu fortalecido no pleito eleitoral de 2020, quando os prefeitos que seguiram as orientações da OMS e se afastaram de Bolsonaro durante a pandemia foram reeleitos - dentre eles, demistas em quatro capitais (Florianópolis, com Gean Loureiro; em Curitiba, com Rafael Greca; em Salvador, com Bruno Reis; e no Rio de Janeiro, com Eduardo Paes). No mesmo contexto, candidatos apoiados por Bolsonaro - como Marcelo Crivella e Celso Russomanno - tiveram desempenho fraco. A partir desse momento, começa o DEM a alçar vôos mais altos, especulando inclusive uma aliança com o adversário tucano de Bolsonaro, João Dória (PSDB-SP), ou com o apresentador Luciano Huck para a composição de uma chapa independente 2022.
Não obstante, com o crescimento da impopularidade de Bolsonaro, este se viu obrigado a cortejar o Centrão no fito de impedir a possibilidade de abertura de um dos 62 pedidos de impeachment engavetados. Bolsonaro patrocina, então, a candidatura de Arthur Lira à Eleição da Mesa Diretora da Câmara dos Deputados de 2021, ao passo que Rodrigo Maia costura um bloco de 11 partidos liderados pelo deputado Baleia Rossi (MDB-SP). No Senado Federal, Davi Alcolumbre escolhe o  demista Rodrigo Pacheco (DEM-MG) como sucessor – neste caso, tanto o Presidente quanto a oposição ficam satisfeitos com a escolha de Pacheco. Após um pleito marcado por inédita interferência do Poder Executivo, Arthur Lira sai vencedor.

### Disputas internas e fusão com o Partido Social Liberal

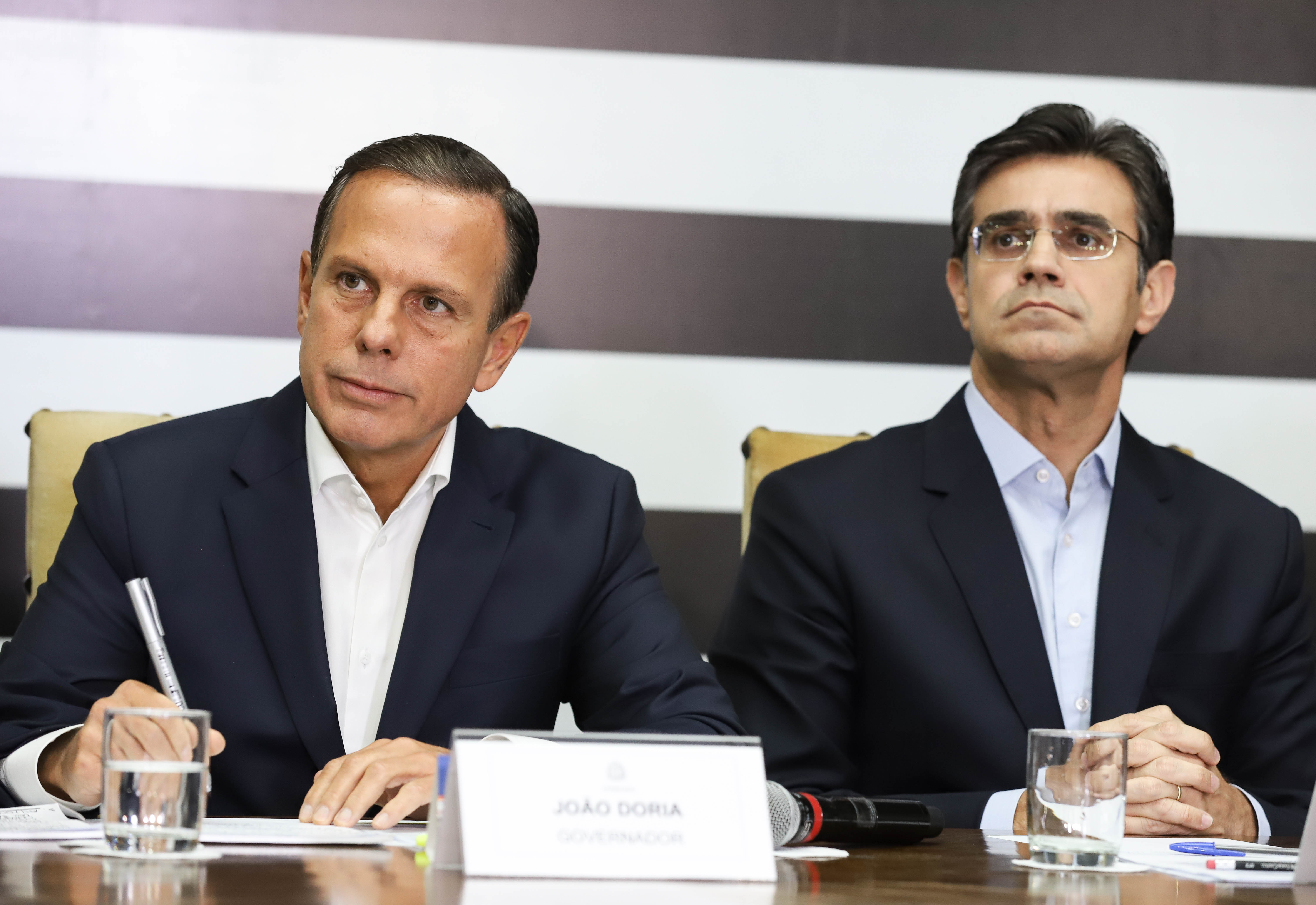
Vice-governador de São Paulo, Rodrigo Garcia (DEM), junto ao governador João Doria (PSDB).

Apesar dos indícios de que o DEM teria conseguido reverter a sua trajetória de declínio, a eleição na Câmara semeou disputas internas que enfraqueceram o DEM. Enquanto Rodrigo Maia se associava ao MDB para fazer seu sucessor na Câmara dos Deputados, parte significativa da bancada do DEM começava a se ver fortemente cortejada pelo bloco de Arthur Lira.  Às vésperas da Eleição, o Democratas (DEM) rescindiu seu apoio à candidatura de Baleia Rossi, adotando postura formal de neutralidade. Essa súbita ruptura se deu diante de um foi chanceladas por alguns políticos tradicionais do partido como José Agripino Maia (DEM-RN), Mendonça Filho (DEM-PE) e Ronaldo Caiado (DEM-GO).
Depois desses eventos, Rodrigo Maia passa a fazer oposição à presidência de ACM Neto no partido e acaba por se isolar de Davi Alcolumbre e outras lideranças do DEM. Logo após a mudança de posição da bancada do DEM, João Roma (R-BA), aliado de ACM Neto na prefeitura de Salvador, é nomeado para cargo no Governo Jair Bolsonaro. Isso leva a família Maia a anunciar sua saída do partido, afirmando sentir-se traída pelas movimentações políticas do antigo aliado. Por outro lado, ACM Neto contestava a acusação, sustentando que a decisão de aderir ao bloco de Arthur Lira foi naturalmente concatenada pelos parlamentares da bancada democrata e que ele teria atuado para impedir tal movimentação por meio da conciliação com a postura de neutralidade.
Esse evento resultou numa percepção generalizada de que o DEM estaria muito mais alinhado ao Governo Bolsonaro do que se antecipava. Isso provocou a saída do vice-governador de São Paulo, Rodrigo Garcia, do partido e sua filiação ao PSDB. Também motivou  o Presidente do Senador Federal, Rodrigo Pacheco, a ceder ao convite de Gilberto Kassab para ingressar no PSD.
Posteriormente a tantas circunstâncias, o DEM começa suas tratativas com o presidente do Partido Social Liberal, Luciano Bivar (PE), para iniciar um processo de fusão. A nova agremiação contaria com o maior número de parlamentares do Congresso Nacional: na Câmara, a bancada de 83 deputados teria 30 membros a mais do que a bancada do PT (a maior até então), e no Senado passaria a contar com 7 filiados. Mas ainda mais importante seria a potência financeira do partido no pleito de 2022, que teria acesso ao maior fundo eleitoral disponível (aproximadamente R$ 160 milhões). Em fevereiro de 2022, a Justiça Eleitoral aprova a fusão do DEM com o PSL. O novo partido passa a se denominar União Brasil e, após a fusão passar pelas convenções partidárias, a mudança requer a autorização do Tribunal Superior Eleitoral (TSE).

## Participação em Ministérios
| Governo                            | Governo                  | Casa Civil                            | Casa Civil                             | Ministro                        | Seção                  | Período                                  | Pasta                          | Presidente do PFL/DEM             |
| ---------------------------------- | ------------------------ | ------------------------------------- | -------------------------------------- | ------------------------------- | ---------------------- | ---------------------------------------- | ------------------------------ | --------------------------------- |
|                                    | Sarney PMDB 1985 a 1990  |                                       | Hugo Castelo Branco PMDB 1985 a 1986   | Antônio Carlos Magalhães        | PFL-BA                 | 1985-1986                                | Comunicações                   | Marco Maciel 1985                 |
| Marco Maciel                       | Sarney PMDB 1985 a 1990  | PFL-PE                                | Hugo Castelo Branco PMDB 1985 a 1986   | 1985-1986                       | Educação               |                                          |                                | Marco Maciel 1985                 |
| Paulo Lustosa                      | Sarney PMDB 1985 a 1990  | PFL-CE                                | Hugo Castelo Branco PMDB 1985 a 1986   | 1985-1986                       | Desburocratização      |                                          |                                | Marco Maciel 1985                 |
| Aureliano Chaves                   | Sarney PMDB 1985 a 1990  | PFL-MG                                | Hugo Castelo Branco PMDB 1985 a 1986   | 1985-1986                       | Minas e Energia        | Jorge Bornhausen 1985 a 1987             |                                |                                   |
|                                    | Sarney PMDB 1985 a 1990  | Marco Maciel PFL 1986 a 1987          | Antônio Carlos Magalhães               | PFL-BA                          | 1986-1987              | Jorge Bornhausen 1985 a 1987             | Comunicações                   |                                   |
| Jorge Bornhausen                   | Sarney PMDB 1985 a 1990  | Marco Maciel PFL 1986 a 1987          | PFL-SC                                 | 1986-1987                       | Educação               | Jorge Bornhausen 1985 a 1987             |                                |                                   |
| Roberto Abreu Sodré                | Sarney PMDB 1985 a 1990  | Marco Maciel PFL 1986 a 1987          | PFL-SP                                 | 1986-1987                       | Relações Exteriores    | Jorge Bornhausen 1985 a 1987             |                                |                                   |
| Aureliano Chaves                   | Sarney PMDB 1985 a 1990  | Marco Maciel PFL 1986 a 1987          | PFL-MG                                 | 1986-1987                       | Minas e Energia        | Jorge Bornhausen 1985 a 1987             |                                |                                   |
|                                    | Sarney PMDB 1985 a 1990  | Marco Maciel PFL 1986 a 1987          |                                        |                                 |                        | Jorge Bornhausen 1985 a 1987             |                                |                                   |
|                                    | Sarney PMDB 1985 a 1990  | Ronaldo Costa Couto 1987 a 1989       | Aureliano Chaves                       | PFL-MG                          | 1987-1988              | Jorge Bornhausen 1985 a 1987             | Minas e Energia                |                                   |
| Roberto Abreu Sodré                | Sarney PMDB 1985 a 1990  | Ronaldo Costa Couto 1987 a 1989       | PFL-SP                                 | 1987-1989                       | Relações Exteriores    | Guilherme Palmeira 1987 a 1993           |                                |                                   |
| Hugo Napoleão do Rego              | Sarney PMDB 1985 a 1990  | Ronaldo Costa Couto 1987 a 1989       | PFL-PI                                 | 1988                            | Cultura                | Guilherme Palmeira 1987 a 1993           |                                |                                   |
| Hugo Napoleão do Rego              | Sarney PMDB 1985 a 1990  | Ronaldo Costa Couto 1987 a 1989       | PFL-PI                                 | 1987-1989                       | Educação               | Guilherme Palmeira 1987 a 1993           |                                |                                   |
| Joaquim Francisco                  | Sarney PMDB 1985 a 1990  | Ronaldo Costa Couto 1987 a 1989       | PFL-PE                                 | 1987                            | Interior               | Guilherme Palmeira 1987 a 1993           |                                |                                   |
| João Alves Filho                   | Sarney PMDB 1985 a 1990  | Ronaldo Costa Couto 1987 a 1989       | PFL-SE                                 | 1987-1989                       | Interior               | Guilherme Palmeira 1987 a 1993           |                                |                                   |
|                                    | Sarney PMDB 1985 a 1990  | Luís Roberto Ponte PMDB 1989 a 1990   | Roberto Abreu Sodré                    | PFL-SP                          | 1989-1990              | Guilherme Palmeira 1987 a 1993           | Relações Exteriores            |                                   |
| João Alves Filho                   | Sarney PMDB 1985 a 1990  | Luís Roberto Ponte PMDB 1989 a 1990   | PFL-SE                                 | 1989-1990                       | Interior               | Guilherme Palmeira 1987 a 1993           |                                |                                   |
|                                    | Collor PRN 1990 a 1992   |                                       | Marcos Antônio Coimbra PRN 1990 a 1992 | Carlos Chiarelli                | PFL-RS                 | Guilherme Palmeira 1987 a 1993           | 1990-1991                      | Educação                          |
| Eraldo Tinoco                      | Collor PRN 1990 a 1992   | PFL-BA                                | Marcos Antônio Coimbra PRN 1990 a 1992 | 1992                            |                        | Guilherme Palmeira 1987 a 1993           |                                | Educação                          |
| Célio Borja                        | Collor PRN 1990 a 1992   | PFL-RJ                                | Marcos Antônio Coimbra PRN 1990 a 1992 | 1992                            | Justiça                | Guilherme Palmeira 1987 a 1993           |                                |                                   |
| Reinhold Stephanes                 | Collor PRN 1990 a 1992   | PFL-PR                                | Marcos Antônio Coimbra PRN 1990 a 1992 | 1992                            | Previdência Social     | Guilherme Palmeira 1987 a 1993           |                                |                                   |
| Alceni Guerra                      | Collor PRN 1990 a 1992   | PFL-PR                                | Marcos Antônio Coimbra PRN 1990 a 1992 | 1990-1992                       | Saúde                  | Guilherme Palmeira 1987 a 1993           |                                |                                   |
| Jorge Bornhausen                   | Collor PRN 1990 a 1992   | PFL-SC                                | Marcos Antônio Coimbra PRN 1990 a 1992 | 1992                            | Governo                | Guilherme Palmeira 1987 a 1993           |                                |                                   |
| Ricardo Fiúza                      | Collor PRN 1990 a 1992   | PFL-PE                                | Marcos Antônio Coimbra PRN 1990 a 1992 | 1992                            | Governo                | Guilherme Palmeira 1987 a 1993           |                                |                                   |
|                                    | Franco PMDB 1992 a 1995  |                                       | Henrique Hargreaves PMDB 1992 a 1993   | Hugo Napoleão do Rego           | PFL-PI                 | Guilherme Palmeira 1987 a 1993           | 1992-1993                      | Comunicações                      |
| Gustavo Krause                     | Franco PMDB 1992 a 1995  | PFL-PE                                | Henrique Hargreaves PMDB 1992 a 1993   | 1992                            | Fazenda                | Guilherme Palmeira 1987 a 1993           |                                |                                   |
| Eliseu Resende                     | Franco PMDB 1992 a 1995  | PFL-MG                                | Henrique Hargreaves PMDB 1992 a 1993   | 1993                            | Fazenda                | Jorge Bornhausen 1993 a 2007             |                                |                                   |
|                                    | Franco PMDB 1992 a 1995  | Tarcísio de Almeida Cunha 1993 a 1994 | Élcio Álvares                          | PFL-ES                          | 1994-1995              | Jorge Bornhausen 1993 a 2007             | Indústria, Comércio e Serviços |                                   |
|                                    | Franco PMDB 1992 a 1995  | Henrique Hargreaves PMDB 1994 a 1995  | Élcio Álvares                          | PFL-ES                          | 1994-1995              | Jorge Bornhausen 1993 a 2007             | Indústria, Comércio e Serviços |                                   |
|                                    | Cardoso 1995 a 2003 PSDB |                                       | Clóvis Carvalho PSDB 1995 a 1999       | Luiz Carlos Santos              | PFL-SP                 | Jorge Bornhausen 1993 a 2007             | 1996-1998                      | Coordenação de Assuntos Políticos |
| Rafael Greca                       | Cardoso 1995 a 2003 PSDB | PFL-PR                                | Clóvis Carvalho PSDB 1995 a 1999       | 1999                            | Esporte e Turismo      | Jorge Bornhausen 1993 a 2007             |                                |                                   |
| Gustavo Krause                     | Cardoso 1995 a 2003 PSDB | PFL-PE                                | Clóvis Carvalho PSDB 1995 a 1999       | 1995-1999                       | Meio Ambiente          | Jorge Bornhausen 1993 a 2007             |                                |                                   |
| Reinhold Stephanes                 | Cardoso 1995 a 2003 PSDB | PFL-PR                                | Clóvis Carvalho PSDB 1995 a 1999       | 1995-1998                       | Previdência Social     | Jorge Bornhausen 1993 a 2007             |                                |                                   |
| Waldeck Ornelas                    | Cardoso 1995 a 2003 PSDB | PFL-BA                                | Clóvis Carvalho PSDB 1995 a 1999       | 1999                            | Previdência Social     | Jorge Bornhausen 1993 a 2007             |                                |                                   |
| Antônio Freitas                    | Cardoso 1995 a 2003 PSDB | PFL-PI                                | Clóvis Carvalho PSDB 1995 a 1999       | 1998-1999                       | Reforma Institucional  | Jorge Bornhausen 1993 a 2007             |                                |                                   |
|                                    | Cardoso 1995 a 2003 PSDB | Pedro Parente 1999 a 2003             | Élcio Álvares                          | PFL-ES                          | 1999-2000              | Jorge Bornhausen 1993 a 2007             | Defesa                         |                                   |
| Rafael Greca                       | Cardoso 1995 a 2003 PSDB | Pedro Parente 1999 a 2003             | PFL-PR                                 | 1999-2000                       | Esporte e Turismo      | Jorge Bornhausen 1993 a 2007             |                                |                                   |
| Carlos Melles                      | Cardoso 1995 a 2003 PSDB | Pedro Parente 1999 a 2003             | PFL-MG                                 | 2000-2002                       | Esporte e Turismo      | Jorge Bornhausen 1993 a 2007             |                                |                                   |
| Sarney Filho                       | Cardoso 1995 a 2003 PSDB | Pedro Parente 1999 a 2003             | PFL-MA                                 | 1999-2002                       | Meio Ambiente          | Jorge Bornhausen 1993 a 2007             |                                |                                   |
| Rodolpho Tourinho                  | Cardoso 1995 a 2003 PSDB | Pedro Parente 1999 a 2003             | PFL-BA                                 | 1999-2001                       | Minas e Energia        | Jorge Bornhausen 1993 a 2007             |                                |                                   |
| José Jorge                         | Cardoso 1995 a 2003 PSDB | Pedro Parente 1999 a 2003             | PFL-PE                                 | 2001-2002                       | Minas e Energia        | Jorge Bornhausen 1993 a 2007             |                                |                                   |
| Waldeck Ornelas                    | Cardoso 1995 a 2003 PSDB | Pedro Parente 1999 a 2003             | PFL-BA                                 | 1999-2001                       | Previdência Social     | Jorge Bornhausen 1993 a 2007             |                                |                                   |
|                                    | Lula PT 2003 a 2011      |                                       | José Dirceu PT 2003 a 2005             | Oposição                        | Oposição               | Oposição                                 | Oposição                       |                                   |
|                                    | Lula PT 2003 a 2011      | Dilma Rousseff PT 2005 a 2010         |                                        | Oposição                        | Oposição               | Oposição                                 | Oposição                       |                                   |
|                                    | Lula PT 2003 a 2011      | Erenice Guerra PT 2010                | Rodrigo Maia 2007 a 2011               | Oposição                        | Oposição               | Oposição                                 | Oposição                       |                                   |
|                                    | Lula PT 2003 a 2011      | Esteves Lima 2010 a 2011              | Rodrigo Maia 2007 a 2011               | Oposição                        | Oposição               | Oposição                                 | Oposição                       |                                   |
|                                    | Rousseff PT 2011 a 2016  |                                       | Rodrigo Maia 2007 a 2011               | Antonio Palocci PT 2011         | Oposição               | Oposição                                 | Oposição                       | Oposição                          |
|                                    | Rousseff PT 2011 a 2016  | Gleisi Hoffmann PT 2011 a 2014        | José Agripino Maia 2011 a 2018         |                                 | Oposição               | Oposição                                 | Oposição                       | Oposição                          |
|                                    | Rousseff PT 2011 a 2016  | Aloizio Mercadante PT 2014 a 2015     | José Agripino Maia 2011 a 2018         |                                 | Oposição               | Oposição                                 | Oposição                       | Oposição                          |
|                                    | Rousseff PT 2011 a 2016  | Jaques Wagner 2015 a 2016             | José Agripino Maia 2011 a 2018         |                                 | Oposição               | Oposição                                 | Oposição                       | Oposição                          |
|                                    | Rousseff PT 2011 a 2016  | Eva Chiavon 2016                      | José Agripino Maia 2011 a 2018         |                                 | Oposição               | Oposição                                 | Oposição                       | Oposição                          |
|                                    | Temer PMDB 2016 a 2019   |                                       | José Agripino Maia 2011 a 2018         | Eliseu Padilha PMDB 2016 a 2019 | José Mendonça Filho    | DEM-PE                                   | 2016-2018                      | Educação                          |
|                                    | Bolsonaro                |                                       | Onyx Lorenzoni DEM 2019 a 2020         | Tereza Cristina                 | DEM-MS                 | 2019-2022                                | Agricultura e Pecuária         | ACM Neto 2018 a 2022              |
| Luiz Henrique Mandetta             | Bolsonaro                | DEM-MS                                | Onyx Lorenzoni DEM 2019 a 2020         | 2019-2020                       | Saúde                  |                                          |                                | ACM Neto 2018 a 2022              |
|                                    | Bolsonaro                | Walter Braga Netto 2020 a 2021        | Onyx Lorenzoni                         | DEM-RS                          | 2020-2021              | Trabalho, Previdência Social e Cidadania |                                | ACM Neto 2018 a 2022              |
| Tereza Cristina                    | Bolsonaro                | Walter Braga Netto 2020 a 2021        | DEM-MS                                 | 2019-2022                       | Agricultura e Pecuária |                                          |                                | ACM Neto 2018 a 2022              |
| Luiz Henrique Mandetta             | Bolsonaro                | Walter Braga Netto 2020 a 2021        | DEM-MS                                 | 2019-2020                       | Saúde                  |                                          |                                | ACM Neto 2018 a 2022              |
|                                    | Bolsonaro                | Luiz Eduardo Ramos 2021               | Onyx Lorenzoni                         | DEM-RS                          | 2019-2022              | Trabalho e Previdência Social            |                                | ACM Neto 2018 a 2022              |
| Tereza Cristina                    | Bolsonaro                | Luiz Eduardo Ramos 2021               | DEM-MS                                 | 2019-2022                       | Agricultura e Pecuária |                                          |                                | ACM Neto 2018 a 2022              |
|                                    | Bolsonaro                | Ciro Nogueira PP 2021 a 2022          | Onyx Lorenzoni                         | DEM-RS                          | 2019-2022              | Trabalho e Previdência Social            |                                | ACM Neto 2018 a 2022              |
| Tereza Cristina                    | Bolsonaro                | Ciro Nogueira PP 2021 a 2022          | DEM-MS                                 | 2019-2022                       | Agricultura e Pecuária |                                          |                                | ACM Neto 2018 a 2022              |
| Fusão com o Partido Social Liberal |                          |                                       |                                        |                                 |                        |                                          |                                |                                   |

## Organização
| Presidentes nacionais | Presidentes nacionais | Presidentes nacionais | Presidentes nacionais |
| Imagem                | Nome                  | Período               | Período               |
| Imagem                | Nome                  | Início                | Fim                   |
| --------------------- | --------------------- | --------------------- | --------------------- |
|                       | Marco Maciel          | 1985                  | 1985                  |
|                       | Jorge Bornhausen      | 1985                  | 1987                  |
|                       | Guilherme Palmeira    | 1987                  | 1993                  |
|                       | Jorge Bornhausen      | 1993                  | 1997                  |
|                       | José Jorge            | 1997                  | 1997                  |
|                       | Jorge Bornhausen      | 1997                  | 2007                  |
|                       | Rodrigo Maia          | 2007                  | 2011                  |
|                       | José Agripino Maia    | 2011                  | 2018                  |
|                       | ACM Neto              | 2018                  | 2022                  |

| Vice-presidentes da República (1) | Vice-presidentes da República (1) | Vice-presidentes da República (1) |
| UF                                | Nome                              | Imagem                            |
| --------------------------------- | --------------------------------- | --------------------------------- |
| PE                                | Marco Maciel                      |                                   |

| Presidentes do Senado Federal (3) | Presidentes do Senado Federal (3) | Presidentes do Senado Federal (3) |
| UF                                | Nome                              | Imagem                            |
| --------------------------------- | --------------------------------- | --------------------------------- |
| BA                                | Antônio Carlos Magalhães          |                                   |
| AP                                | Davi Alcolumbre                   |                                   |
| MG                                | Rodrigo Pacheco                   |                                   |

| Presidentes da Câmara dos Deputados (4) | Presidentes da Câmara dos Deputados (4) | Presidentes da Câmara dos Deputados (4) |
| UF                                      | Nome                                    | Imagem                                  |
| --------------------------------------- | --------------------------------------- | --------------------------------------- |
| PE                                      | Inocêncio Oliveira                      |                                         |
| BA                                      | Luiz Eduardo Magalhães                  |                                         |
| PB                                      | Efraim Morais                           |                                         |
| RJ                                      | Rodrigo Maia                            |                                         |

| Demais lideranças relevantes | Demais lideranças relevantes | Demais lideranças relevantes | Demais lideranças relevantes |
| UF                           | Nome                         | Principais funções | Imagem                       |
| ---------------------------- | ---------------------------- | --- | ---------------------------- |
| ES                           | Elcio Álvares                | Governador do Espirito Santo (1975-1979), Senador (1991-1999), Ministro da Defesa (1999-2000), Ministro do Desenvolvimento, Indústria e Comércio Exterior (1994-1995) |                              |
| SC                           | Jorge Bornhausen             | Governador de Santa Catarina (1979-1982), Senador (1983-1991/1999-2007), Ministro da Educação (1986-1987)                                                             |                              |
| AL                           | Guilherme Palmeira           | Governador de Alagoas (1979-1982), Senador (1983-1988/1991-1999), Prefeito de Maceió (1989-1990)                                                                      |                              |
| TO                           | Siqueira Campos              | Ex-Governador do Tocantins (1989-1991/1995-1998/1999-2003/2011-2014)                                                                                                  |                              |
| PE                           | José Jorge                   | Ex-Ministro do Tribunal de Contas da União (2009-2014), Senador (1999-2007), Deputado Federal pelo Pernambuco (1983-1999)                                             |                              |
| RJ                           | Cesar Maia                   | Ex-Prefeito do Rio de Janeiro (1993-1997/2003-2007) |                              |
| RN                           | José Agripino Maia           | Ex-Governador do Rio Grande do Norte (1981-1983/1991-1994) |                              |
| BA                           | ACM Júnior                   | Senador (2001-2003/2007-2011) |                              |
| PE                           | Mendonça Filho               | Ex-Ministro da Educação (2016-2018) |                              |
| MS                           | Luiz Henrique Mandetta       | Ex-Ministro da Saúde (2019-2020), Deputado Federal pelo Mato Grosso do Sul (2011-2019)                                                                                |                              |
| BA                           | ACM Neto                     | Ex-Prefeito de Salvador (2013-2021) |                              |
| PB                           | Efraim Filho                 | Líder da bancada do DEM na Câmara dos Deputados |                              |

### Juventude Democratas
A Juventude Democratas (JDEM) é um órgão doutrinário de ação partidária de âmbito nacional, de caráter político, cultural e social, integrante da estrutura organizacional do Democratas, com prazo de duração indeterminado. Como finalidade, a JDEM procura difundir a doutrina política adotada pelo partido Democratas, além de incentivar a participação política de jovens visando à ampliação dos quadros do partido e a formação de novas lideranças, apoiando ou promovendo eventos, estudos e pesquisas nas áreas política, econômica e social, destinados à divulgação, debate e discussão de temas ligados à juventude, à sua formação profissional e ao seu desenvolvimento.

Logomarca da JDEM

Presidentes nacionais da JDEM:
- ACM Neto (1999–2001)
- João Roma Neto (2001–2007)
- Efraim Filho (2007–2011)
- Henrique Sartori (2011–2013)
- Hugo Neto (2013–2014)
- Bruno Kazuhiro (2014–2022)[131][132]

### Número de filiados
| Data     | Filiados  | Crescimento anual | Crescimento anual |
| -------- | --------- | ----------------- | ----------------- |
| dez/2006 | 1.027.268 | —                 | —                 |
| dez/2007 | 999.106   | 28.162            | -2,8%             |
| dez/2008 | 999.968   | 862               | +0,0%             |
| dez/2009 | 944.864   | 55.104            | -5,8%             |
| dez/2010 | 1.102.460 | 157.596           | +16%              |
| dez/2011 | 1.095.471 | 6.989             | -0,6%             |
| dez/2012 | 1.095.060 | 411               | -0,0%             |
| dez/2013 | 1.088.415 | 6.645             | -0,6%             |
| dez/2014 | 1.085.621 | 2.794             | -0,2%             |
| dez/2015 | 1.081.170 | 4.451             | -0,4%             |
| dez/2016 | 1.096.256 | 15.086            | +1,3%             |
| dez/2017 | 1.094.051 | 2.205             | -0,2%             |
| dez/2018 | 1.093.466 | 585               | -0,0%             |
| dez/2019 | 975.869   | 117.597           | -12%              |
| dez/2020 | 1.028.957 | 53.088            | +5,4%             |
| dez/2021 | 1.010.444 | 18.513            | -1,7%             |

## Desempenho eleitoral
| Legislatura      | Bancada   | %     | ±  |
| ---------------- | --------- | ----- | -- |
| 48.ª (1987–1991) | 118 / 487 | 23,00 | 0  |
| 49.ª (1991–1995) | 83 / 503  | 16,18 | 35 |
| 50.ª (1995–1999) | 89 / 513  | 17,35 | 6  |
| 51.ª (1999–2003) | 105 / 513 | 20,47 | 16 |
| 52.ª (2003–2007) | 84 / 513  | 16,37 | 21 |
| 53.ª (2007–2011) | 65 / 513  | 12,67 | 19 |
| 54.ª (2011–2015) | 43 / 513  | 8,38  | 18 |
| 55.ª (2015–2019) | 21 / 513  | 4,09  | 22 |
| 56.ª (2019–2023) | 29 / 513  | 5,65  | 9  |

| Legislatura      | Bancada | %     | ± |
| ---------------- | ------- | ----- | - |
| 48.ª (1987–1991) | 13 / 75 | 17,33 | 0 |
| 49.ª (1991–1995) | 13 / 81 | 16,04 | 0 |
| 50.ª (1995–1999) | 19 / 81 | 23,46 | 6 |
| 51.ª (1999–2003) | 16 / 81 | 19,75 | 3 |
| 52.ª (2003–2007) | 15 / 81 | 18,52 | 1 |
| 53.ª (2007–2011) | 12 / 81 | 14,81 | 3 |
| 54.ª (2011–2015) | 6 / 81  | 7,41  | 6 |
| 55.ª (2015–2019) | 4 / 81  | 4,94  | 2 |
| 56.ª (2019–2023) | 6 / 81  | 7,41  | 2 |

### Eleições presidenciais
| Ano  | Imagem                                                    | Candidato(a) a Presidente        | Candidato(a) a Vice-Presidente | Coligação                                                                 | Votos               | Posição |
| ---- | --------------------------------------------------------- | -------------------------------- | ------------------------------ | ------------------------------------------------------------------------- | ------------------- | ------- |
| 1989 |                                                           | Aureliano Chaves (PFL)           | Cláudio Lembo (PFL)            | Sem coligação                                                             | 600.838 (0,88%)     | 9ª      |
| 1994 |                                                           | Fernando Henrique Cardoso (PSDB) | Marco Maciel (PFL)             | União, Trabalho e Progresso (PSDB, PFL, PTB)                              | 34.364.961 (54,27%) | 1ª      |
| 1998 |                                                           | Fernando Henrique Cardoso (PSDB) | Marco Maciel (PFL)             | União, Trabalho e Progresso (PSDB, PFL, PPB, PTB, PSD)                    | 35.936.540 (53,06%) | 1ª      |
| 2006 |                                                           | Geraldo Alckmin (PSDB)           | José Jorge (PFL)               | Por Um Brasil Decente (PSDB, PFL)                                         | 37.543.178 (39.17%) | 2.º     |
| 2010 |                                                           | José Serra (PSDB)                | Indio da Costa (DEM)           | O Brasil Pode Mais (PSDB, DEM, PPS, PMN, PTdoB e PTB)                     | 43.711.388 (43.95%) | 2ª      |
| 2014 | ligação=Ficheiro:Aécio Neves em 16 de julho de 2014-3.jpg | Aécio Neves (PSDB)               | Aloysio Nunes (PSDB)           | Muda Brasil (PSDB, SD, PMN, PEN, PTN, PTC, DEM, PTdoB, PTB)               | 51.036.040 (48.36%) | 2ª      |
| 2018 |                                                           | Geraldo Alckmin (PSDB)           | Ana Amélia (PP)                | Para Unir o Brasil (PSDB, PP, PTB, PSD, PRB, PR, DEM, Solidariedade, PPS) | 5.096.777 (4,76%)   | 4ª      |

### Eleições governamentais
| Governadores Eleitos pelo Partido da Frente Liberal/Democratas de 1986 até 2018 | Governadores Eleitos pelo Partido da Frente Liberal/Democratas de 1986 até 2018 | Governadores Eleitos pelo Partido da Frente Liberal/Democratas de 1986 até 2018 | Governadores Eleitos pelo Partido da Frente Liberal/Democratas de 1986 até 2018 | Governadores Eleitos pelo Partido da Frente Liberal/Democratas de 1986 até 2018 | Governadores Eleitos pelo Partido da Frente Liberal/Democratas de 1986 até 2018 |
| Ano                                                                             | Governador Eleito                                                               | UF                                                                              | Votos                                                                           | %                                                                               | Principal Oponente                                                              |
| ------------------------------------------------------------------------------- | ------------------------------------------------------------------------------- | ------------------------------------------------------------------------------- | ------------------------------------------------------------------------------- | ------------------------------------------------------------------------------- | ------------------------------------------------------------------------------- |
| 1986                                                                            | Antônio Carlos Valadares                                                        | PFL-SE                                                                          | 292.339                                                                         | 53,00%                                                                          | José Carlos Teixeira (PMDB)                                                     |
|                                                                                 |                                                                                 |                                                                                 |                                                                                 |                                                                                 |                                                                                 |
| 1990                                                                            | Aníbal Barcelos                                                                 | PFL-AP                                                                          | 59.289                                                                          | 67,02%                                                                          | Gilson Rocha (PT)                                                               |
| 1990                                                                            | Antônio Carlos Magalhães                                                        | PFL-BA                                                                          | 1.642.726                                                                       | 50,71%                                                                          | Roberto Santos (PMDB)                                                           |
| 1990                                                                            | Edison Lobão                                                                    | PFL-MA                                                                          | 695.727                                                                         | 53,92%                                                                          | João Castelo (PRN)                                                              |
| 1990                                                                            | Jaime Campos                                                                    | PFL-MT                                                                          | 401.005                                                                         | 66,85%                                                                          | Agripino Bonilha (PMDB)                                                         |
| 1990                                                                            | Joaquim Francisco                                                               | PFL-PE                                                                          | 1.238.326                                                                       | 50,95%                                                                          | Jarbas Vasconcelos (PMDB)                                                       |
| 1990                                                                            | Freitas Neto                                                                    | PFL-PI                                                                          | 572.234                                                                         | 55,06%                                                                          | Wall Ferraz (PSDB)                                                              |
| 1990                                                                            | José Agripino Maia                                                              | PFL-RN                                                                          | 525.229                                                                         | 52,09%                                                                          | Lavoisier Maia (PDT)                                                            |
| 1990                                                                            | Vilson Kleinübing                                                               | PFL-SC                                                                          | 932.877                                                                         | 50,42%                                                                          | Paulo Afonso Vieira (PMDB)                                                      |
| 1990                                                                            | João Alves Filho                                                                | PFL-SE                                                                          | 364.819                                                                         | 73,74%                                                                          | José Eduardo Dutra (PT)                                                         |
|                                                                                 |                                                                                 |                                                                                 |                                                                                 |                                                                                 |                                                                                 |
| 1994                                                                            | Paulo Souto                                                                     | PFL-BA                                                                          | 2.235.659                                                                       | 58,64%                                                                          | João Durval Carneiro (PMN)                                                      |
| 1994                                                                            | Roseana Sarney                                                                  | PFL-MA                                                                          | 756.901                                                                         | 50,61%                                                                          | Epitácio Cafeteira (PPR)                                                        |
|                                                                                 |                                                                                 |                                                                                 |                                                                                 |                                                                                 |                                                                                 |
| 1998                                                                            | Amazonino Mendes                                                                | PFL-AM                                                                          | 418.373                                                                         | 51,13%                                                                          | Eduardo Braga (PSL)                                                             |
| 1998                                                                            | César Borges                                                                    | PFL-BA                                                                          | 2.418.620                                                                       | 69,91%                                                                          | Zezéu Ribeiro (PT)                                                              |
| 1998                                                                            | Roseana Sarney                                                                  | PFL-MA                                                                          | 1.005.755                                                                       | 66,01%                                                                          | Epitácio Cafeteira (PPB)                                                        |
| 1998                                                                            | Jaime Lerner                                                                    | PFL-PR                                                                          | 2.031.241                                                                       | 52,21%                                                                          | Roberto Requião (PMDB)                                                          |
| 1998                                                                            | José Bianco                                                                     | PFL-RO                                                                          | 268.624                                                                         | 53,60%                                                                          | Valdir Raupp (PMDB)                                                             |
| 1998                                                                            | Siqueira Campos                                                                 | PFL-TO                                                                          | 245.434                                                                         | 61,65%                                                                          | Moisés Avelino (PMDB)                                                           |
|                                                                                 |                                                                                 |                                                                                 |                                                                                 |                                                                                 |                                                                                 |
| 2002                                                                            | Paulo Souto                                                                     | PFL-BA                                                                          | 2.871.025                                                                       | 53,69%                                                                          | Jaques Wagner (PT)                                                              |
| 2002                                                                            | José Reinaldo Tavares                                                           | PFL-MA                                                                          | 1.076.893                                                                       | 51,06%                                                                          | Jackson Lago (PDT)                                                              |
| 2002                                                                            | João Alves Filho                                                                | PFL-SE                                                                          | 481.465                                                                         | 55,00%                                                                          | José Eduardo Dutra (PT)                                                         |
| 2002                                                                            | Marcelo Miranda                                                                 | PFL-TO                                                                          | 333.332                                                                         | 60,60%                                                                          | Freire Júnior (PMDB)                                                            |
|                                                                                 |                                                                                 |                                                                                 |                                                                                 |                                                                                 |                                                                                 |
| 2006                                                                            | José Roberto Arruda                                                             | PFL-DF                                                                          | 663.364                                                                         | 50,38%                                                                          | Maria de Lourdes Abadia (PSDB)                                                  |
|                                                                                 |                                                                                 |                                                                                 |                                                                                 |                                                                                 |                                                                                 |
| 2010                                                                            | Rosalba Ciarlini                                                                | DEM-RN                                                                          | 813.813                                                                         | 52,46%                                                                          | Iberê Ferreira (PSB)                                                            |
| 2010                                                                            | Raimundo Colombo                                                                | DEM-SC                                                                          | 1.815.304                                                                       | 52,71%                                                                          | Ângela Amin (PP)                                                                |
|                                                                                 |                                                                                 |                                                                                 |                                                                                 |                                                                                 |                                                                                 |
| 2018                                                                            | Ronaldo Caiado                                                                  | DEM-GO                                                                          | 1.773.185                                                                       | 59,73%                                                                          | Daniel Vilela (MDB)                                                             |
| 2018                                                                            | Mauro Mendes                                                                    | DEM-MT                                                                          | 840.094                                                                         | 58,69%                                                                          | Wellington Fagundes (PR)                                                        |

## Símbolos

Símbolo usado de 1995 a 2006
Símbolo usado de 2006 a 2007
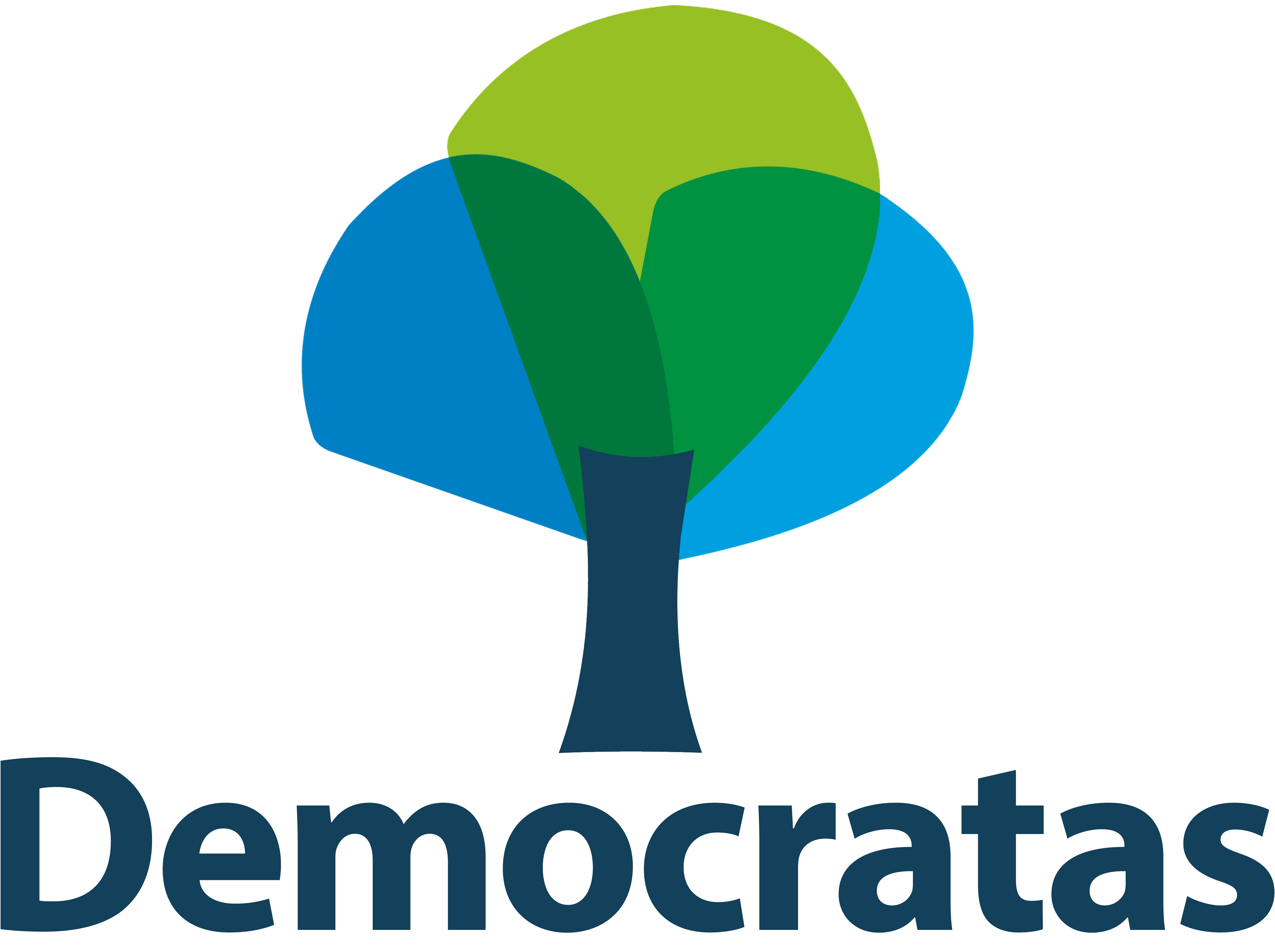
Símbolo usado de 2007 a 2018
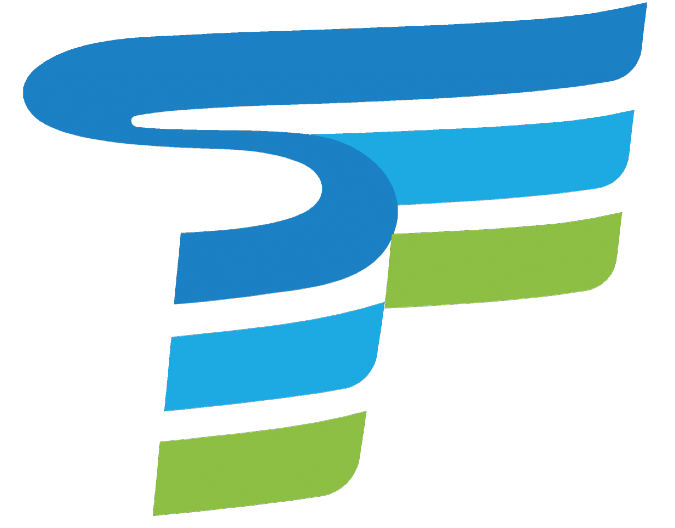
Símbolo usado de 2018 até a fusão com o PSL em 2022